# Biserica de lemn Sfântul Mare Mucenic Gheorghe din Luncșoara, Arad

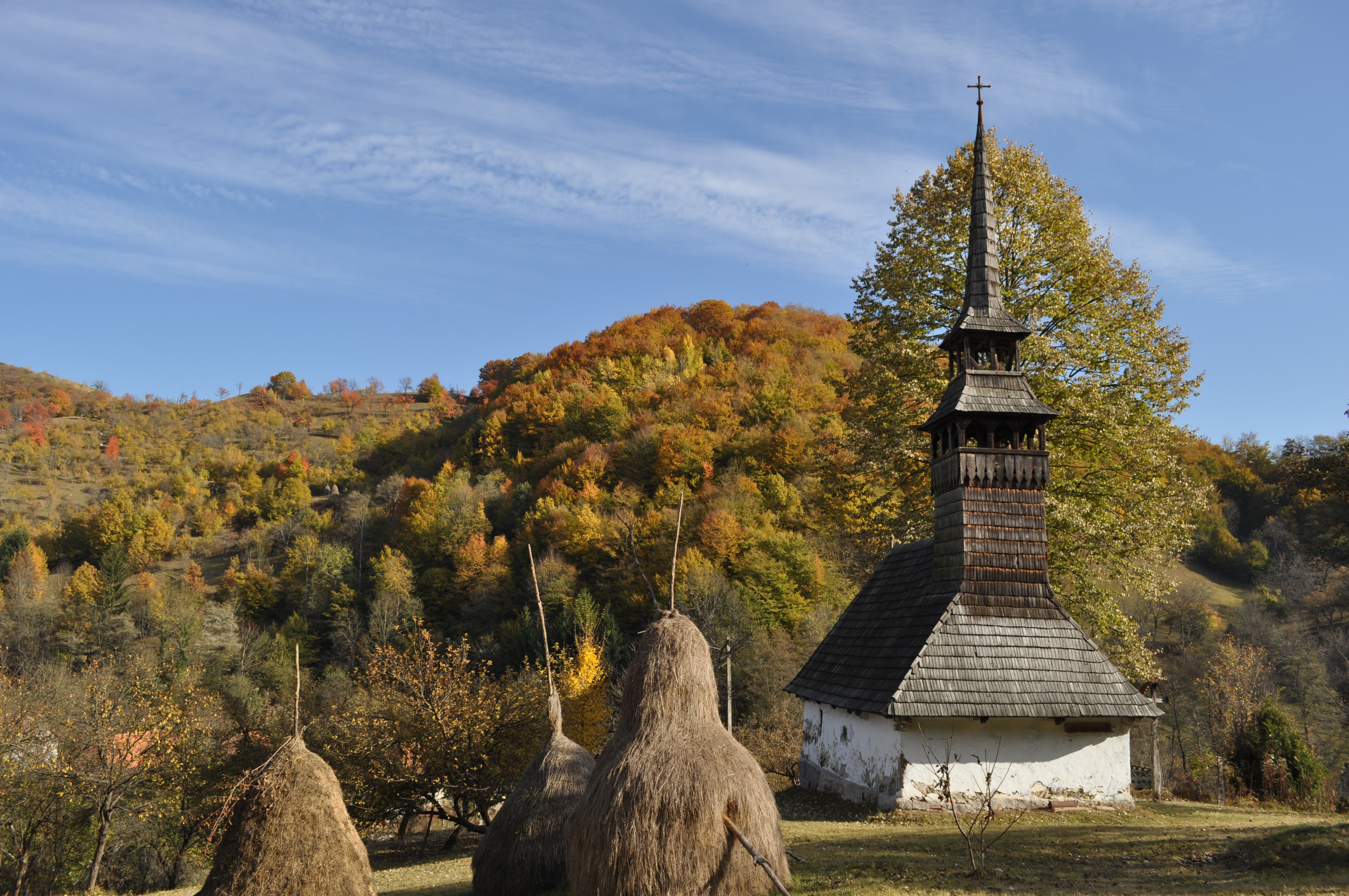
Biserica de lemn „Sfântul Mare Mucenic Gheorghe” din Luncșoara, comuna Hălmăgel, județul Arad, foto: octombrie 2011.

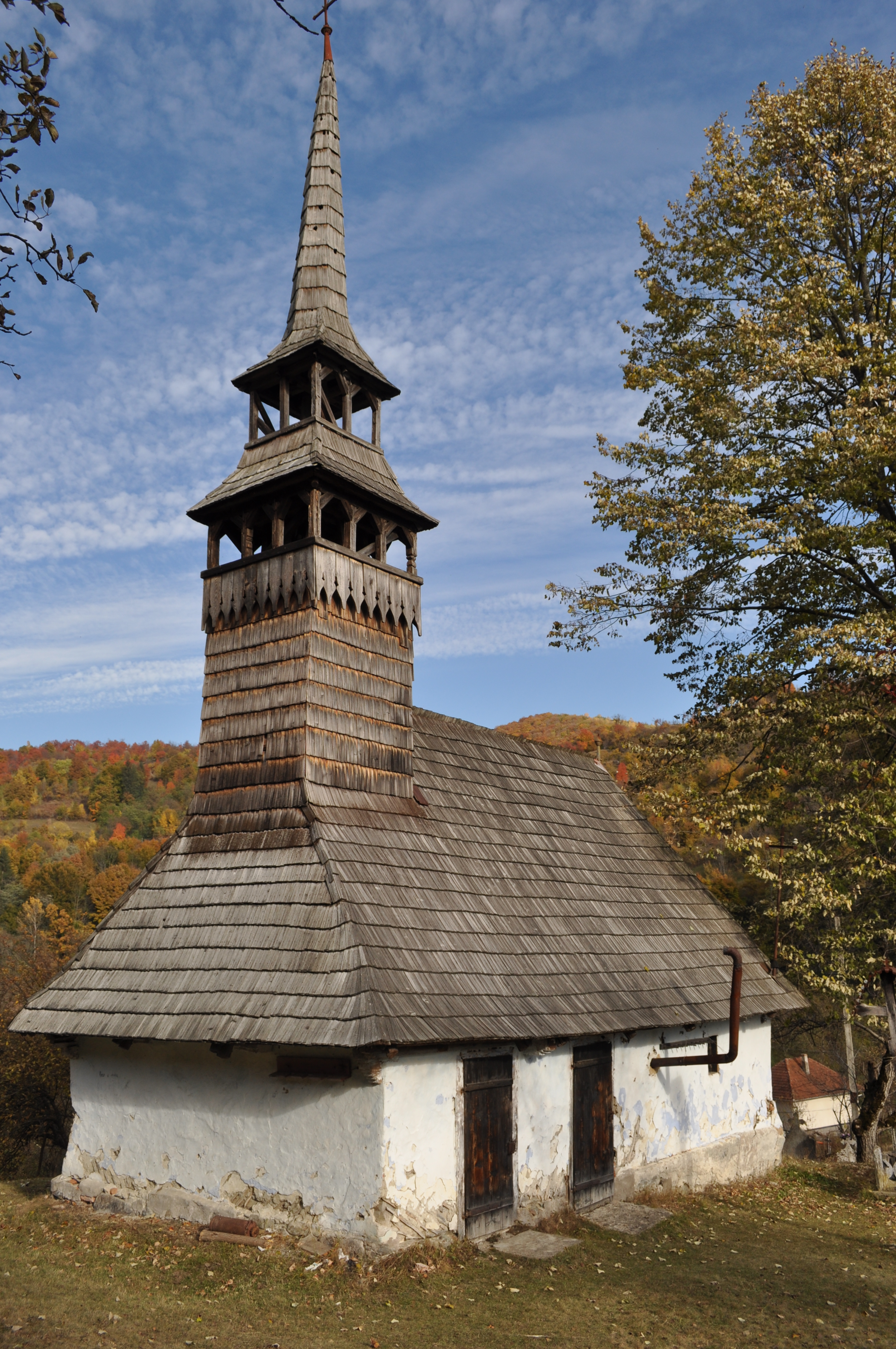
Biserica de lemn „Sfântul Mare Mucenic Gheorghe” din Luncșoara, comuna Hălmăgel, județul Arad, foto: octombrie 2011.

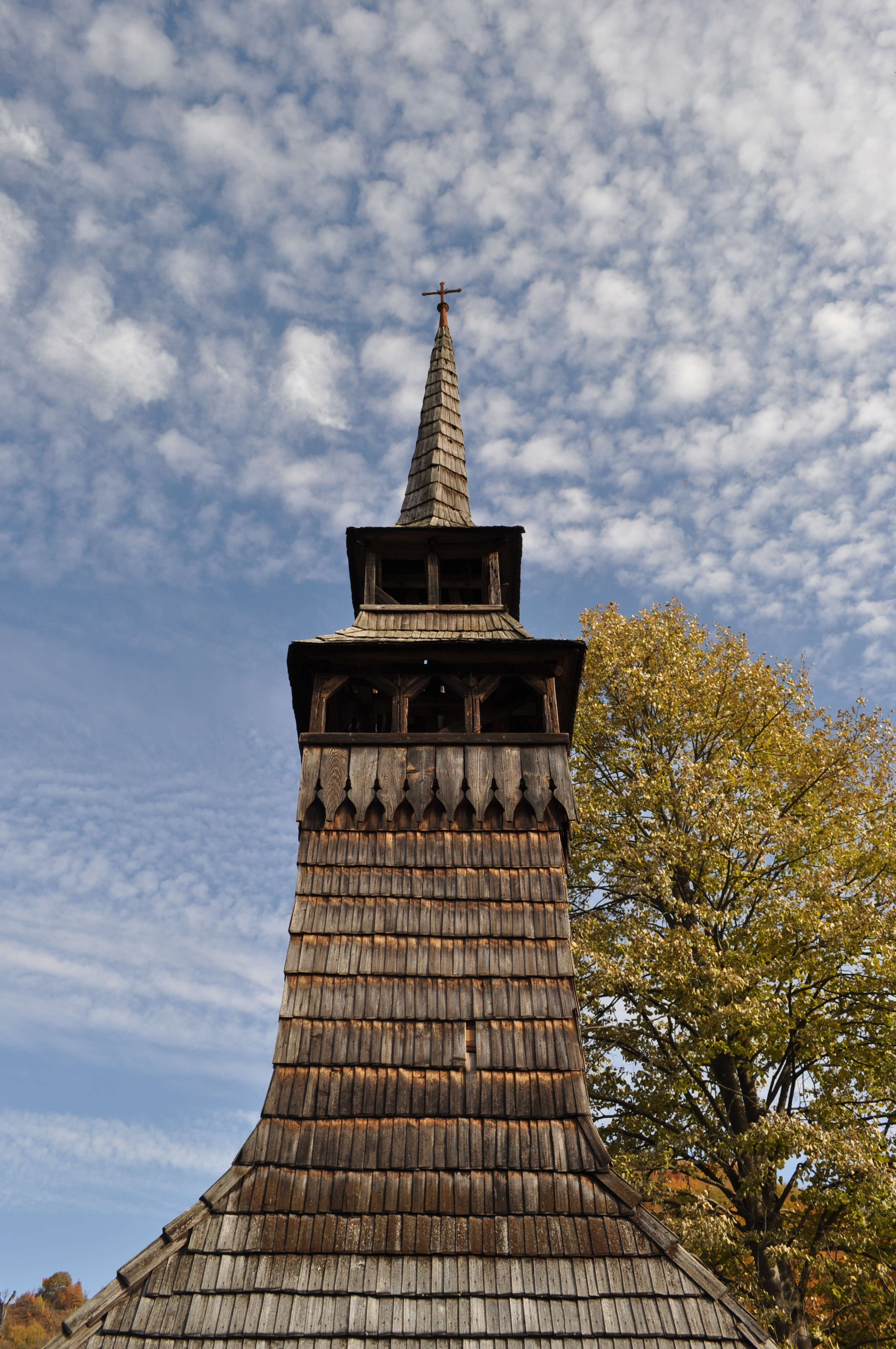
Turnul-clopotniță

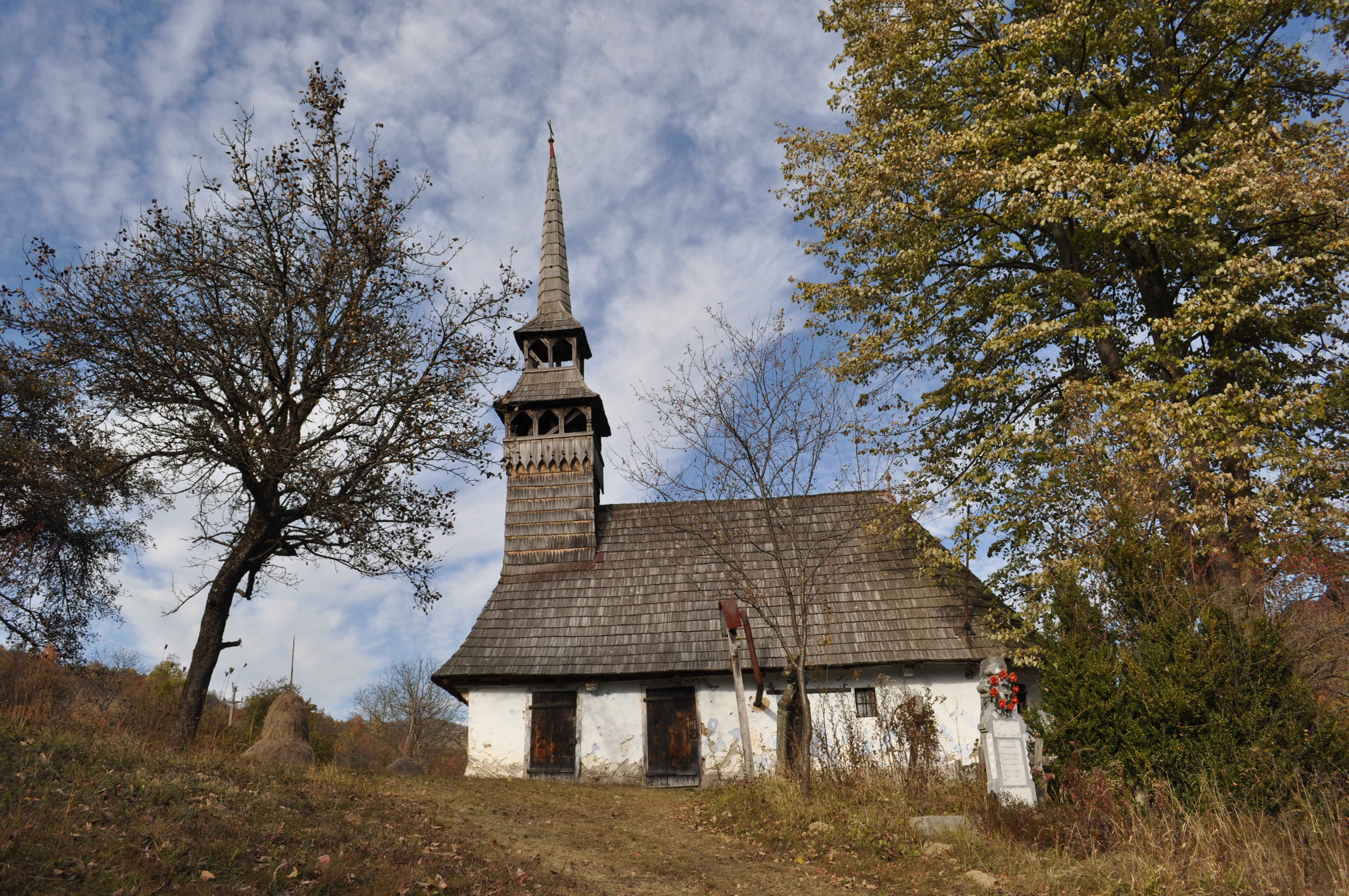
Biserica (sud)

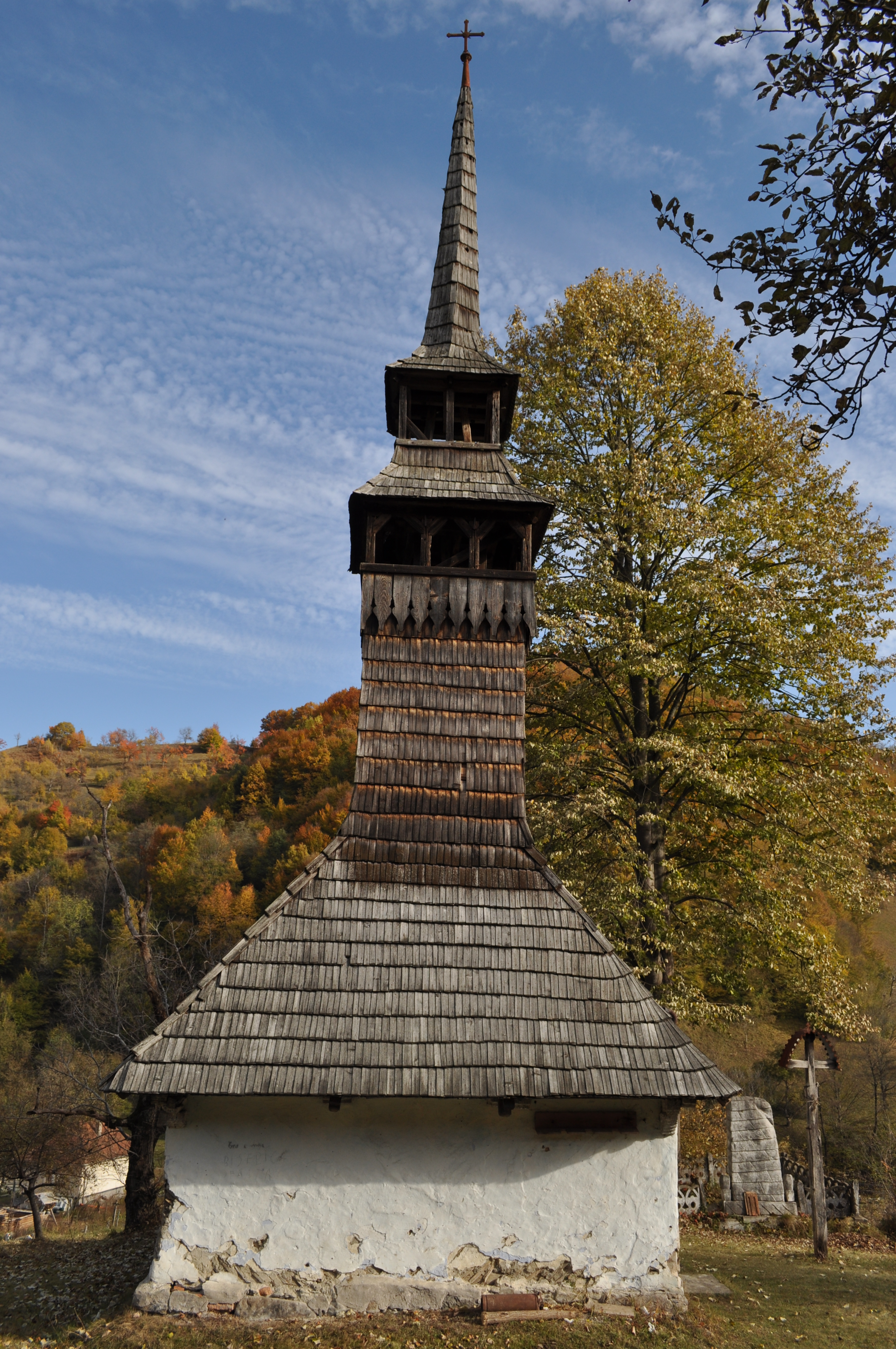
Biserica (vest)

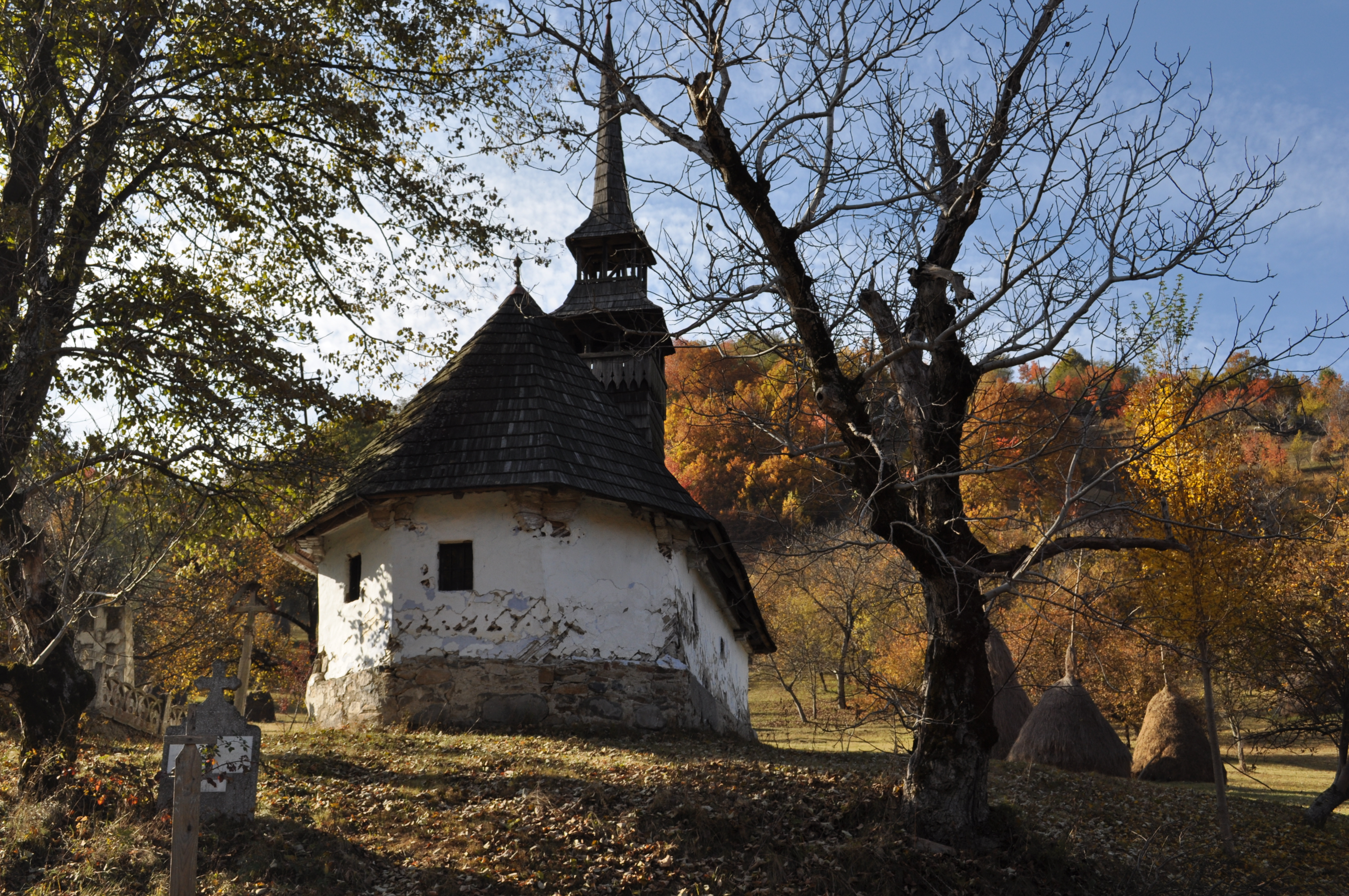
Biserica (est)

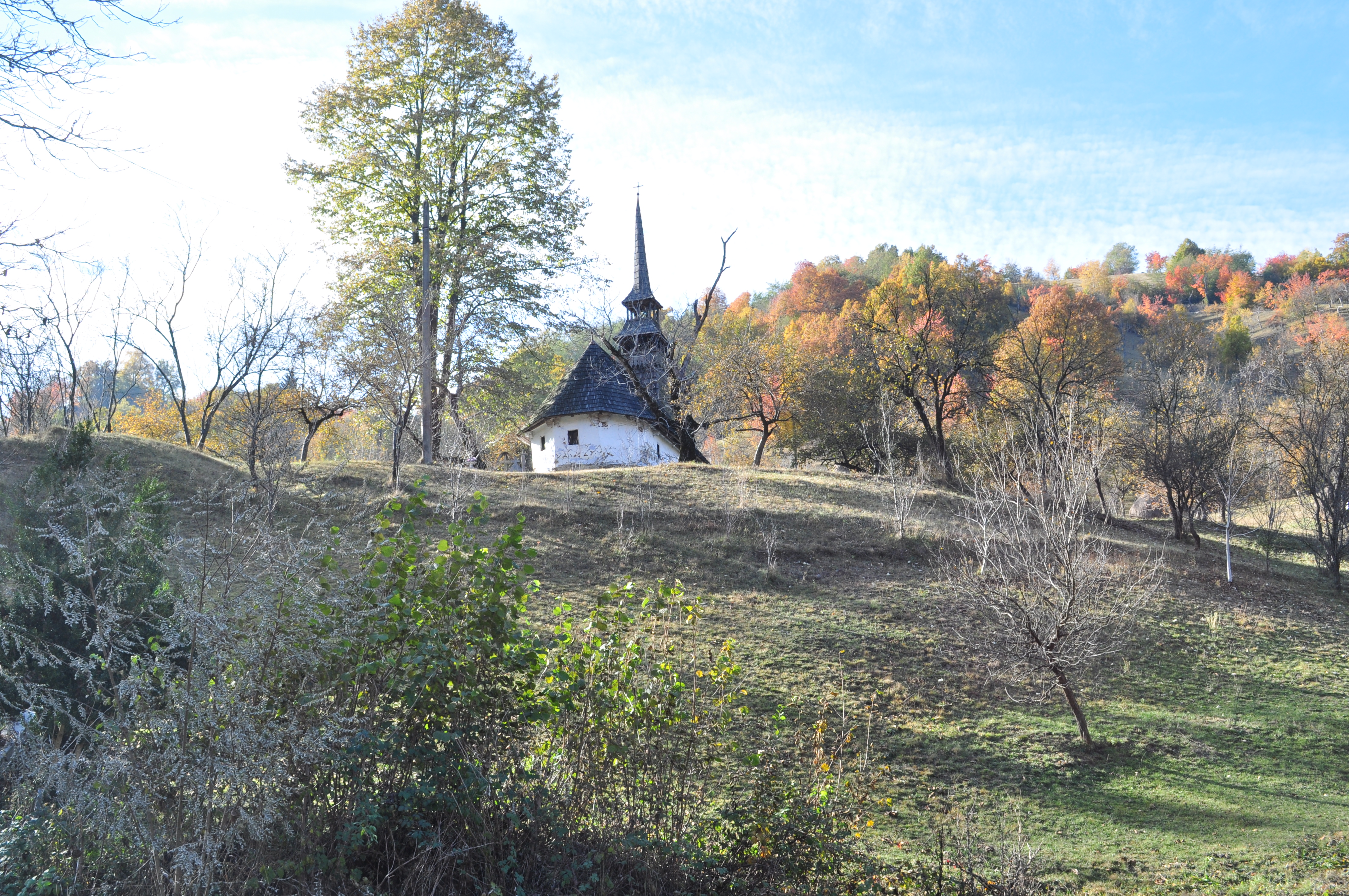
Biserica din depărtare

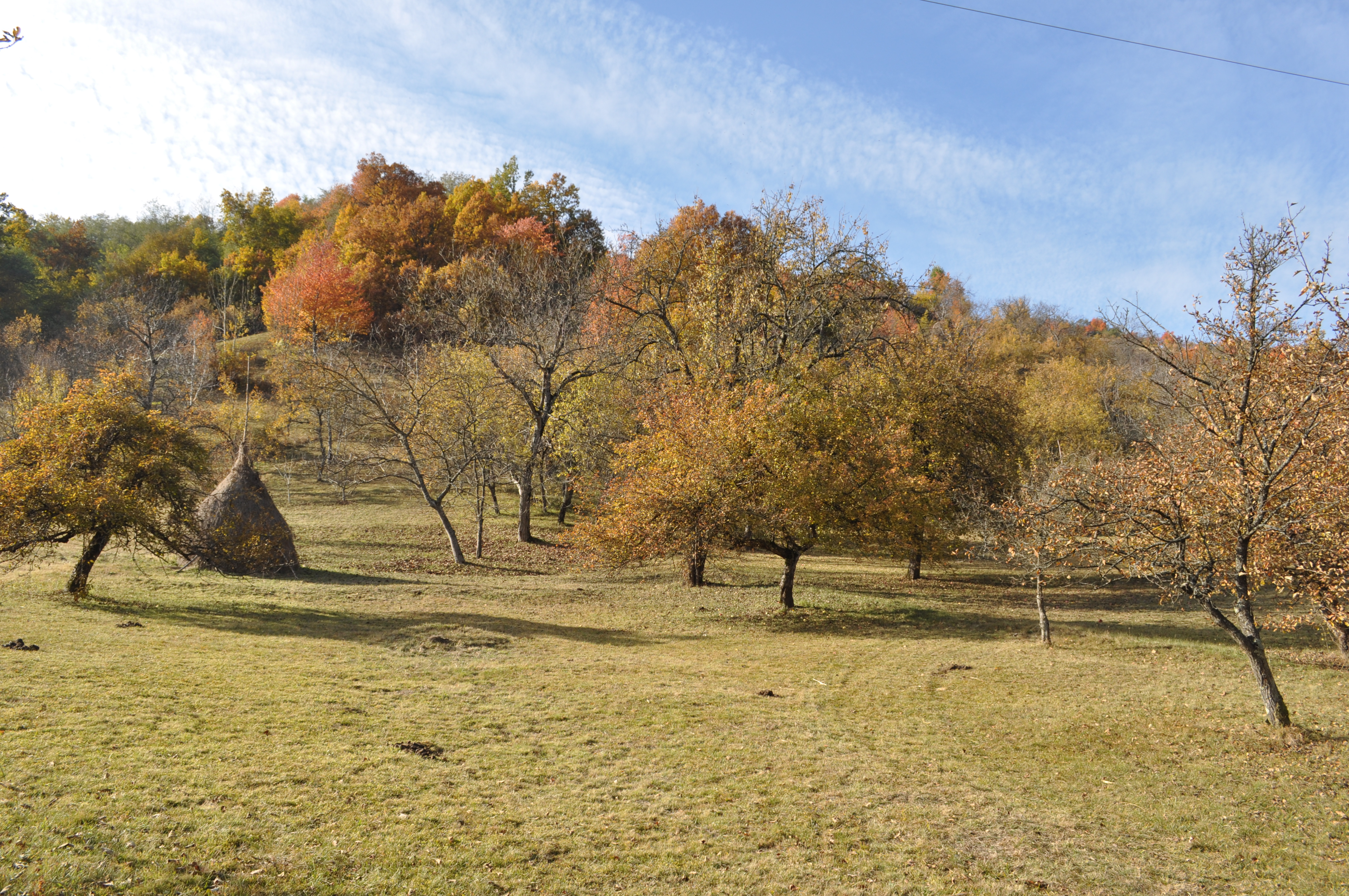
Împrejurimi

Biserica de lemn „Sfântul Mare Mucenic Gheorghe” din Luncșoara, comuna Hălmăgel, județul Arad, datează din secolul XVIII (1740). Biserica se află pe noua listă a monumentelor istorice sub codul LMI: cod LMI AR-II-m-A-00624.

## Istoric și trăsături
Încă din prima jumătate a secolului al XVII-lea exista o veche biserică de lemn, cu hramul „Buna Vestire", înlocuită cu actuala edificată tot din lemn, cu hramul „Sfântul Mare Mucenic Gheorghe" în anul 1825. Biserica se înalță pe o fundație de piatră brută, cu pereții din bârne masive încheiate la colțuri; șarpanta de lemn cu învelitoare de șindrilă; sub streașină console frumos profilate. De plan dreptunghiular, se termină cu un altar trapezoidal. În jurul anului 1900, biserica a fost tencuită atât în interior cât și la exterior. Pictura executată la mijlocul secolului al XIX-lea de Ioan Demetrovici din Timișoara se păstrează numai pe iconostas și în altar. Tradiția orală referitoare la biserică este destul de contradictorie. O variantă este că biserica ar fi fost mutată în anul 1825 din cătunul Crăciunești, alta că ar fi adusă din satul Prăvăleni înainte de anul 1825. 

## Imagini din exterior

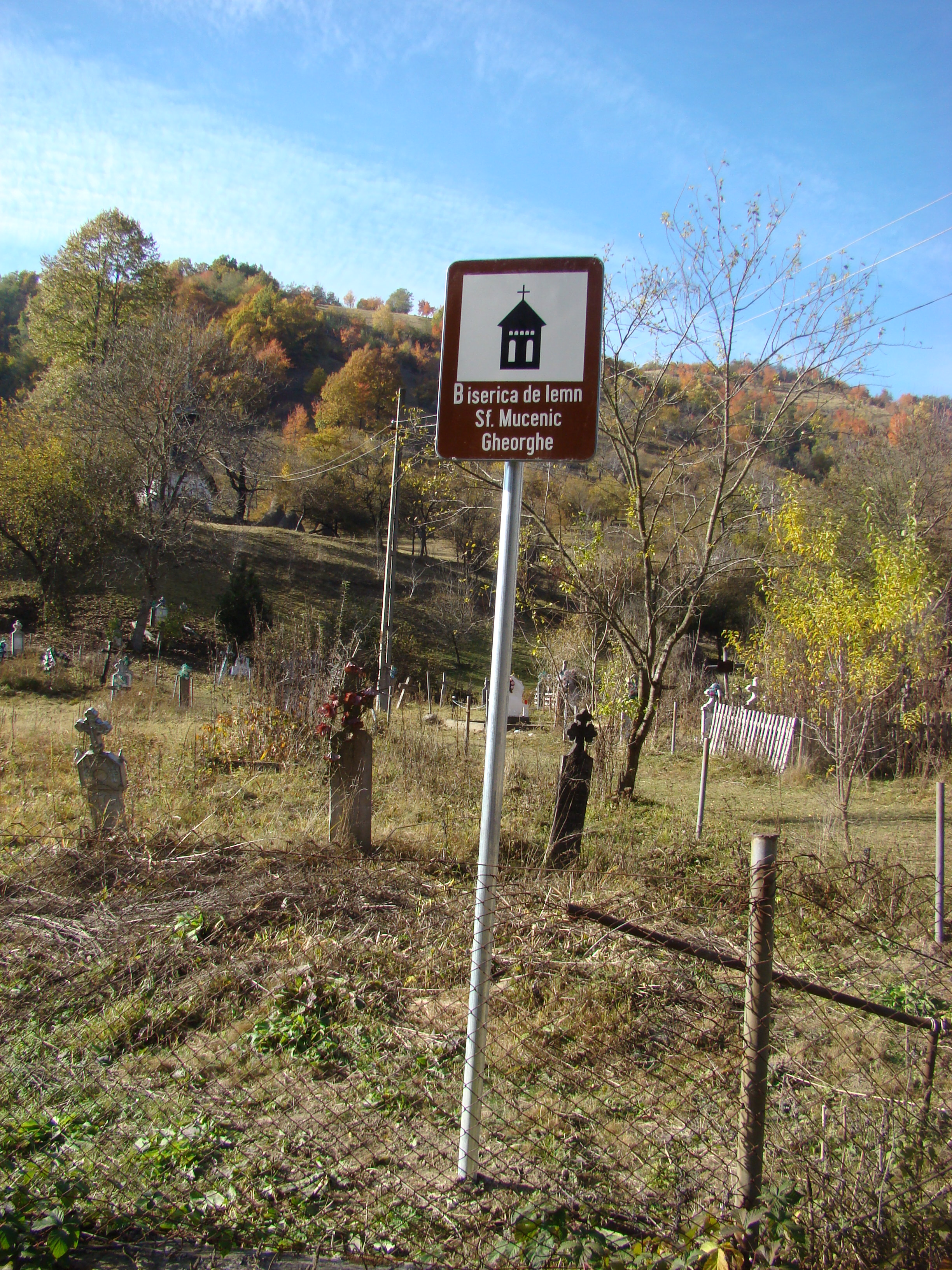
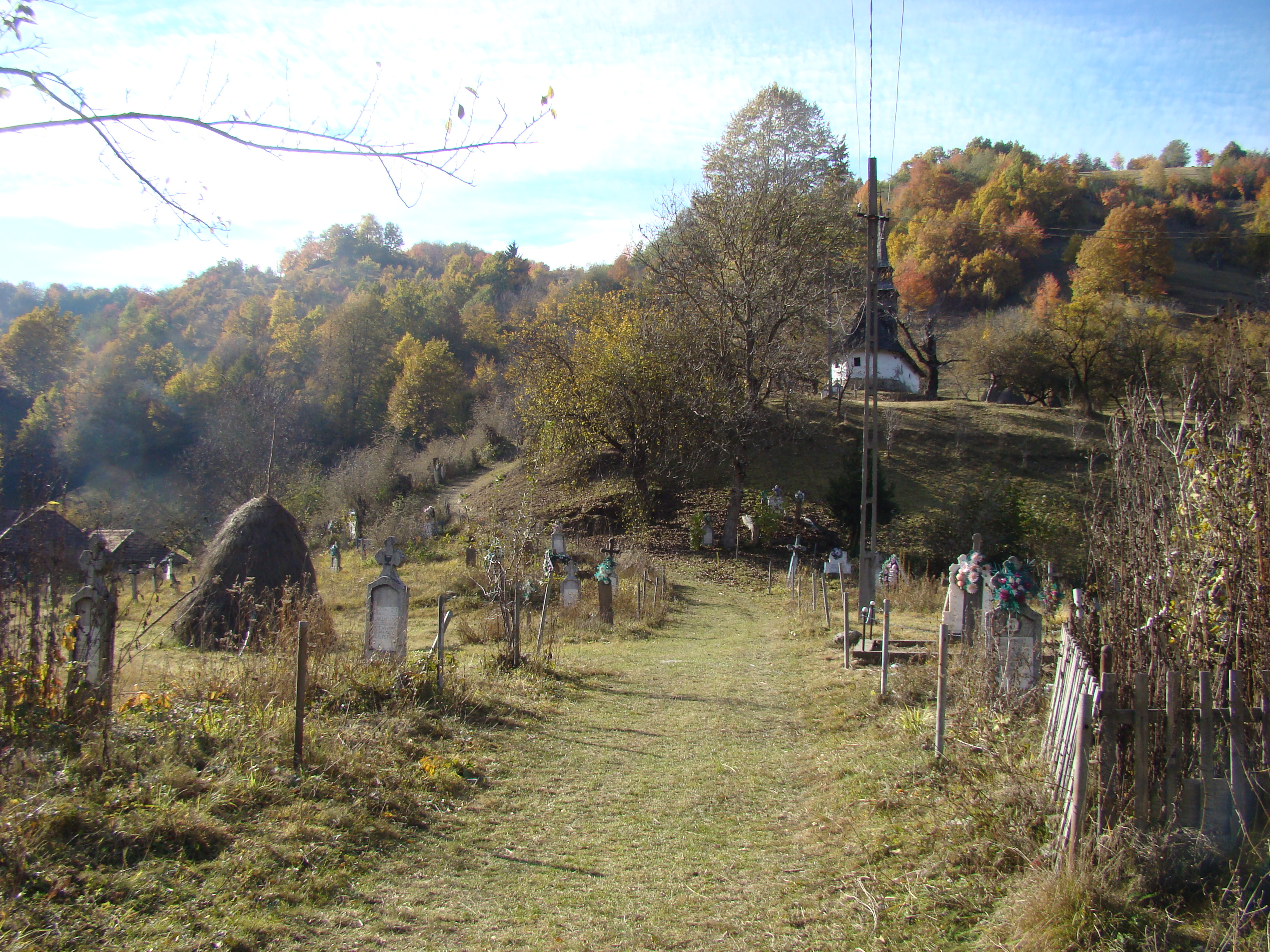
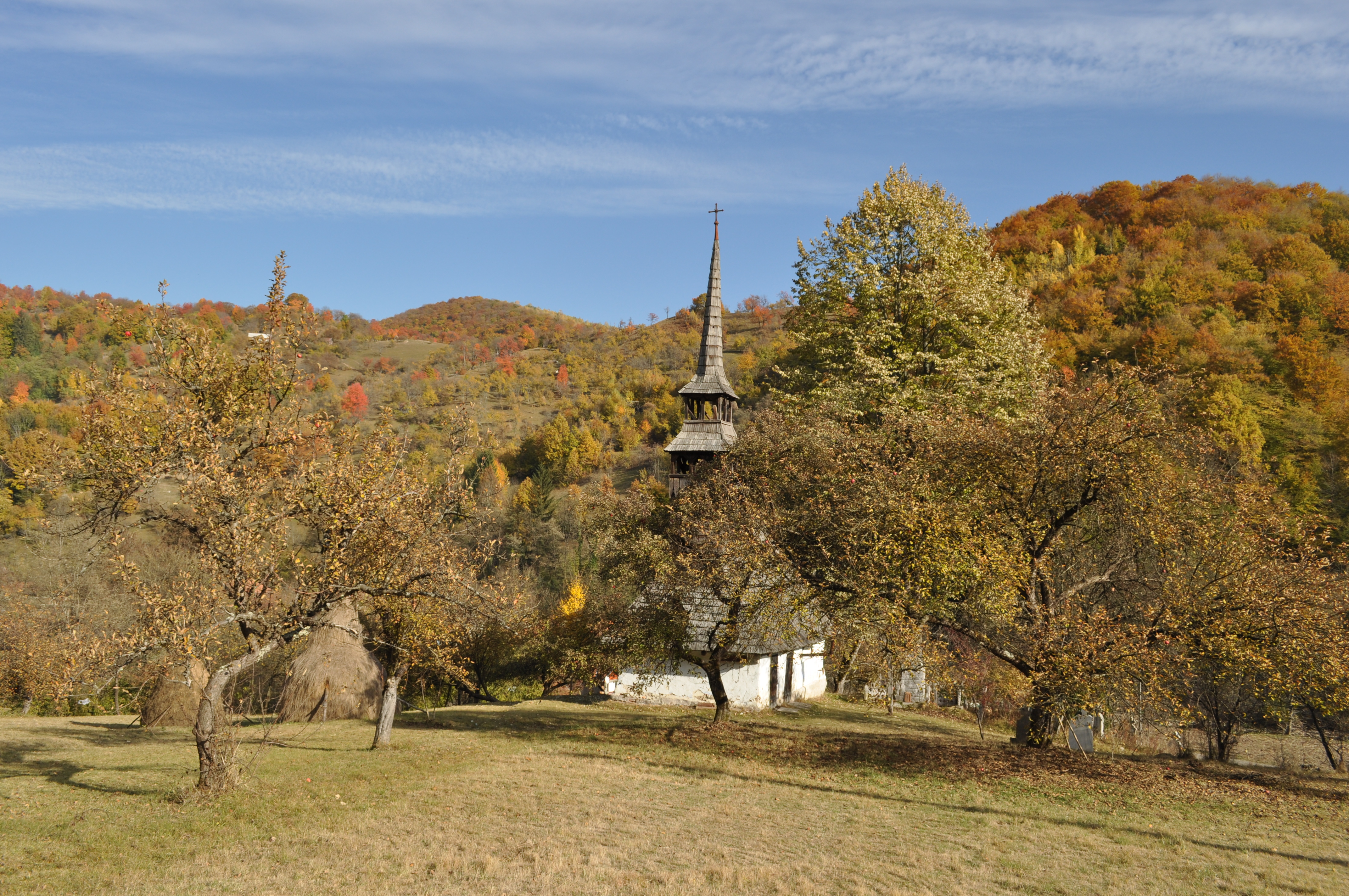
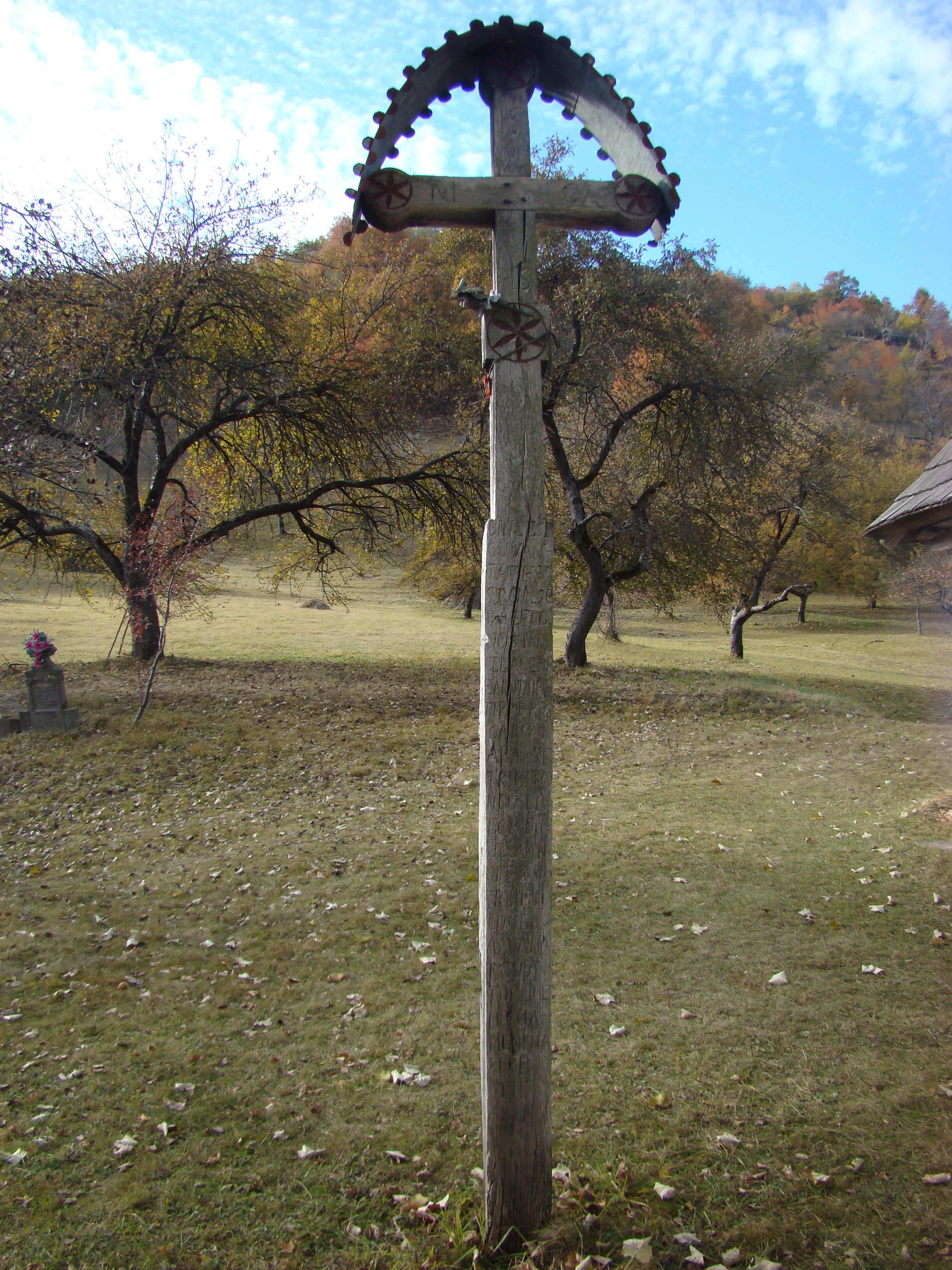
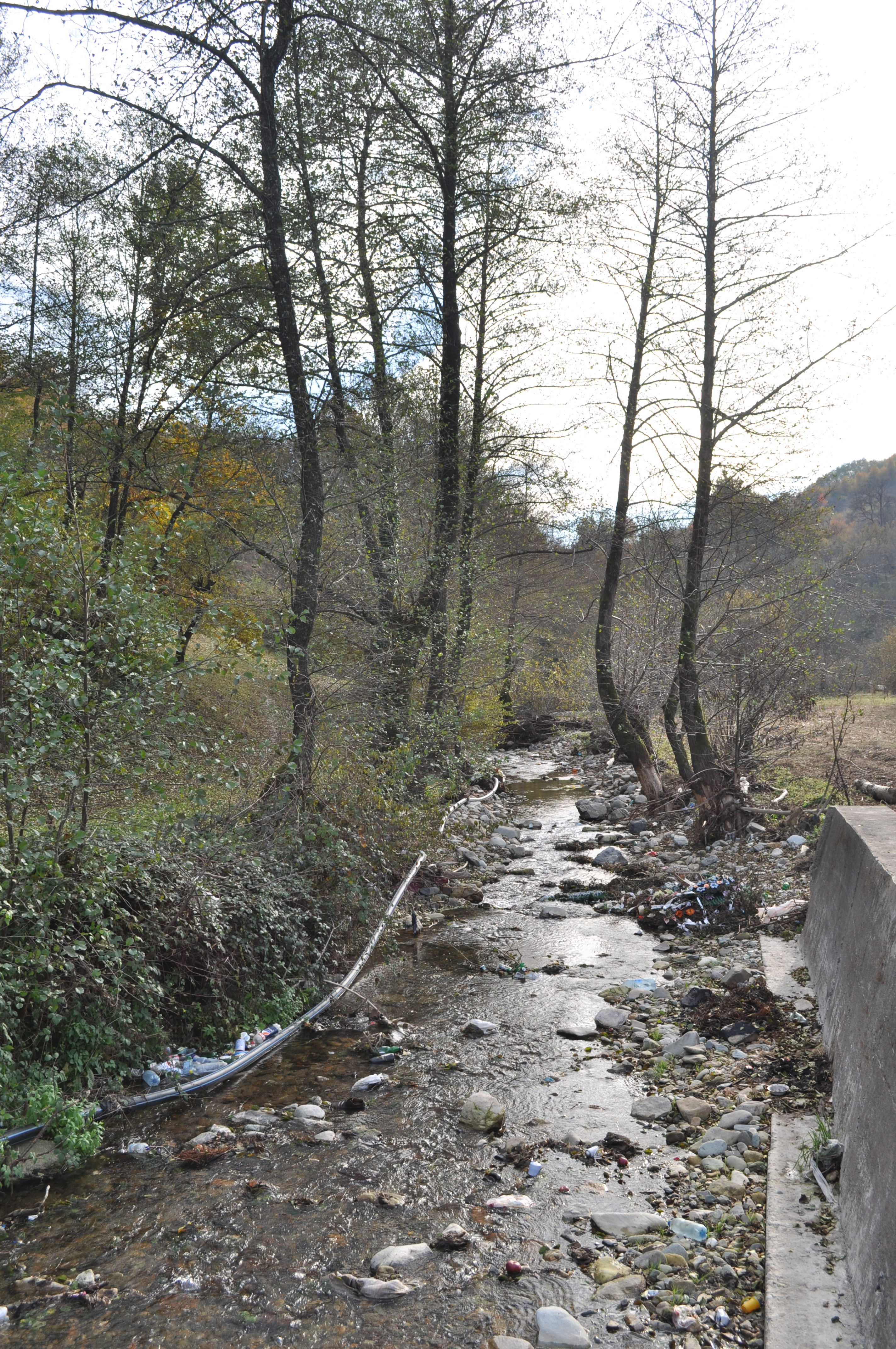
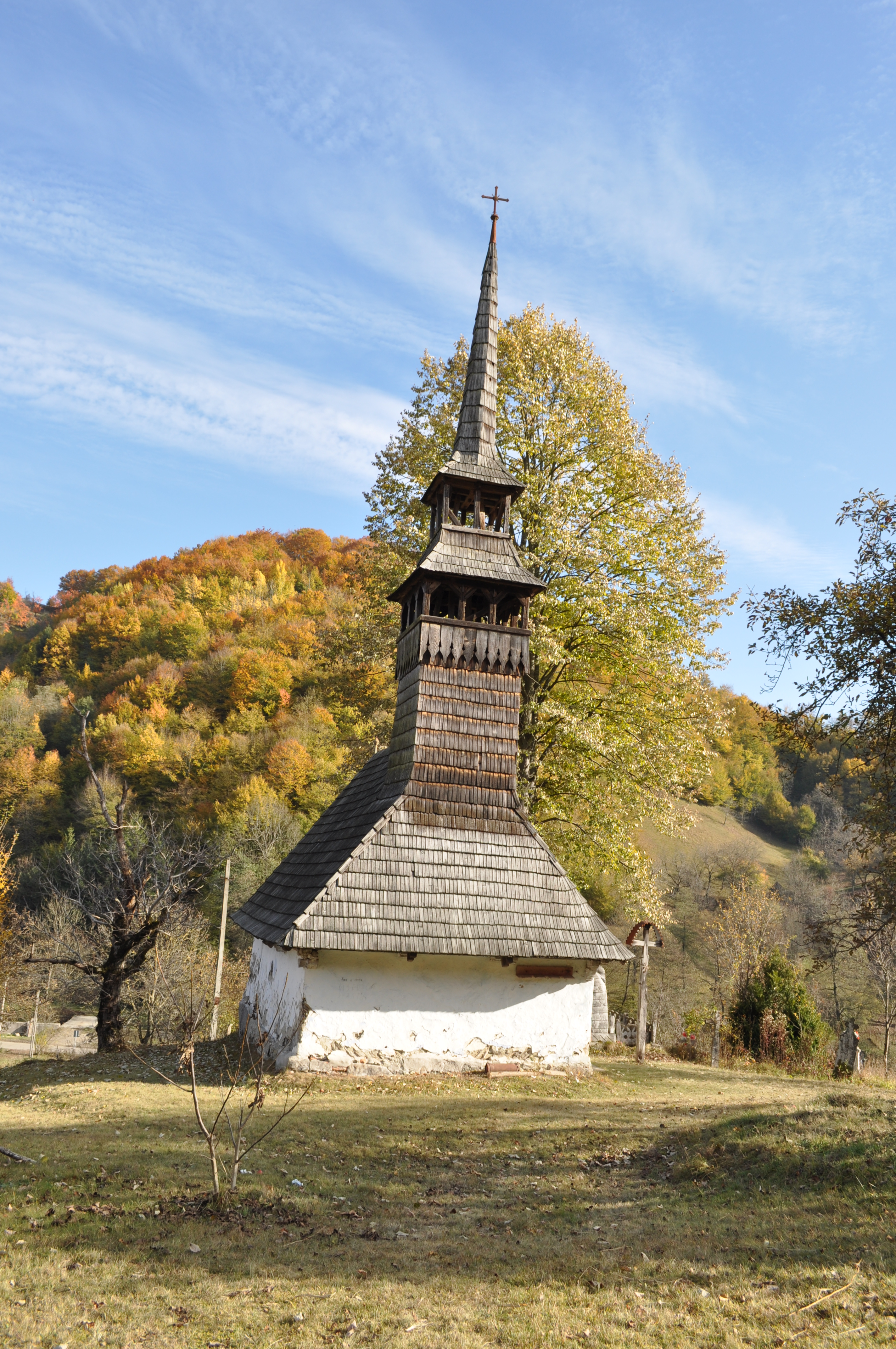
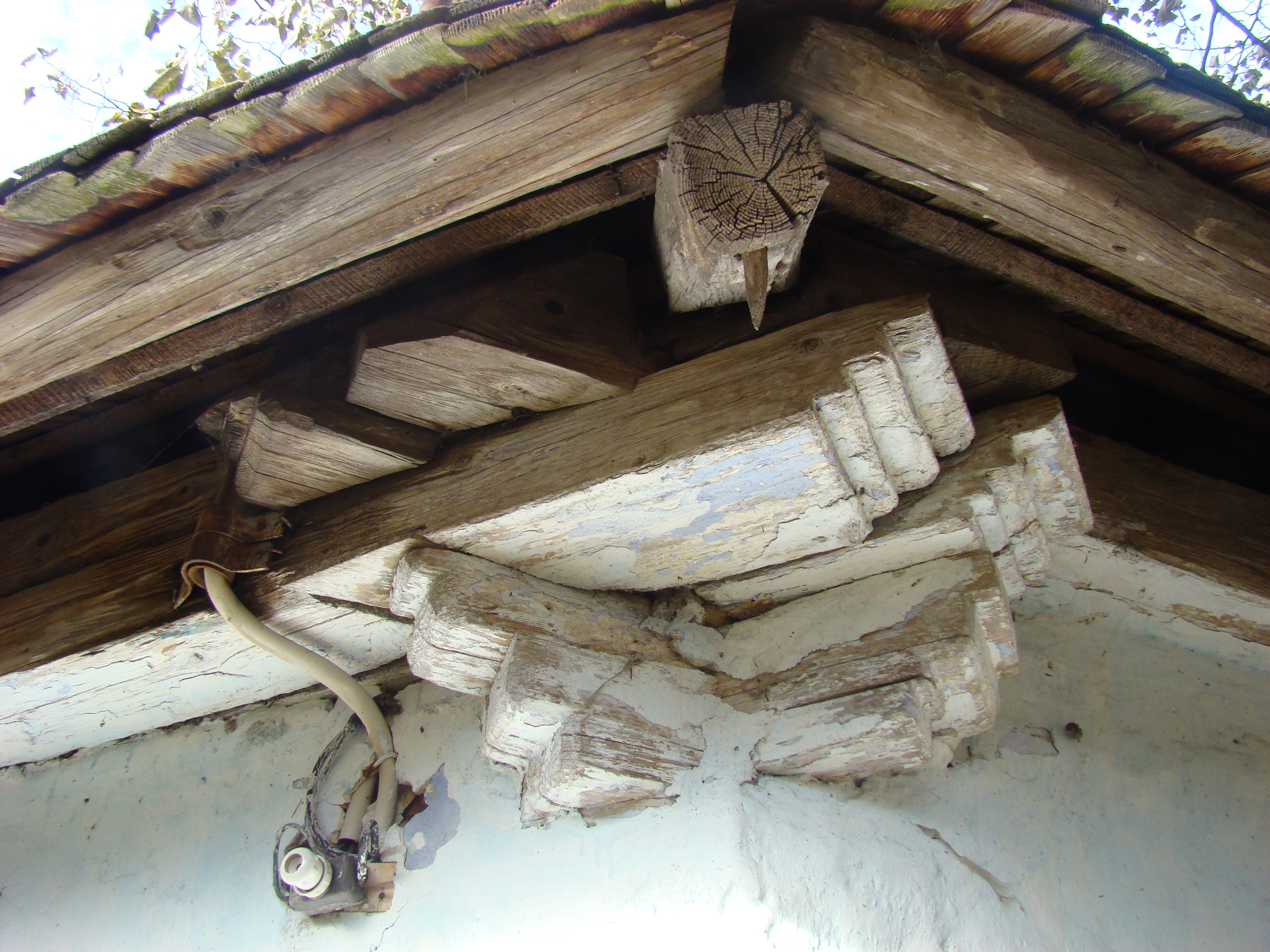
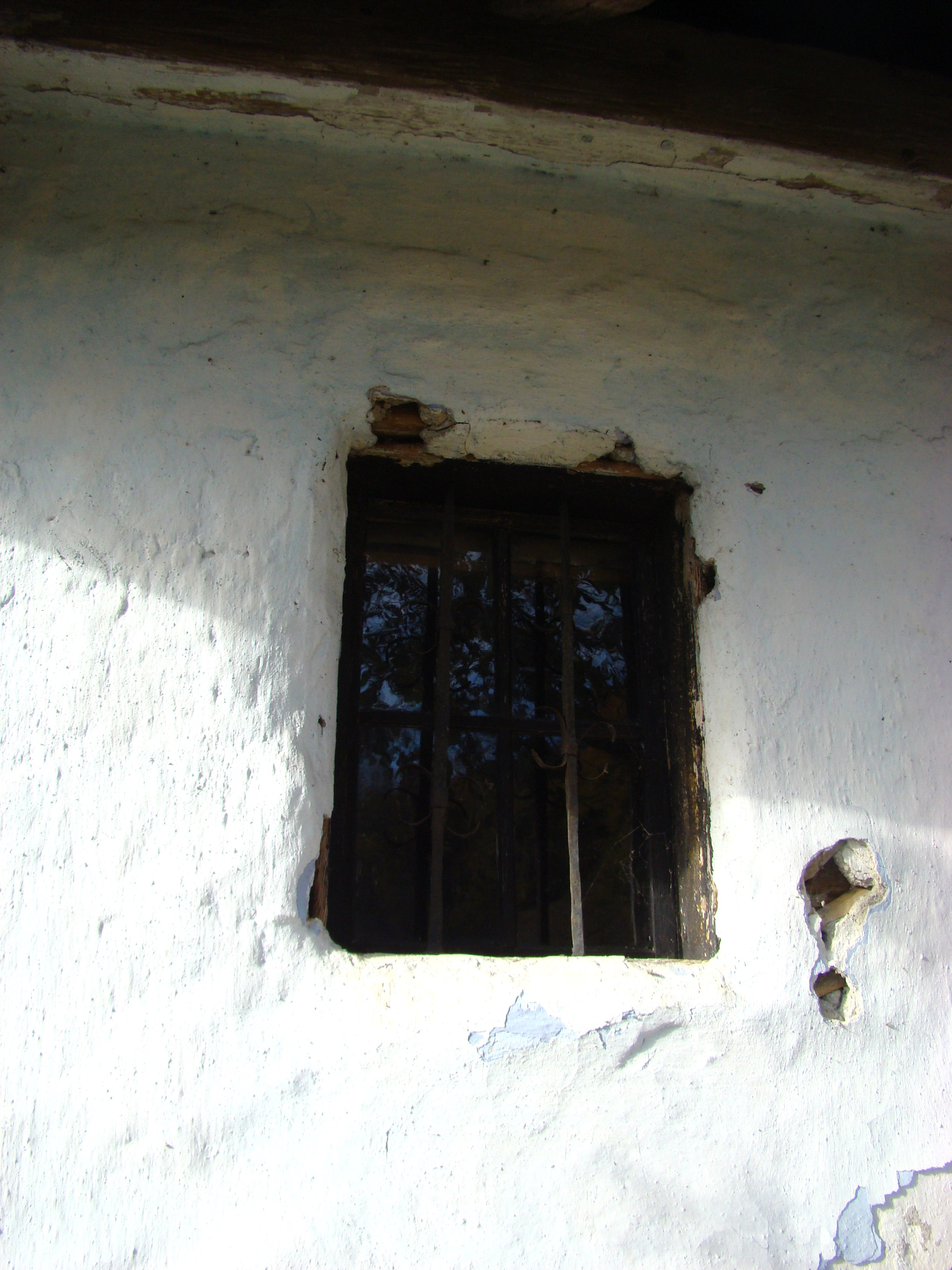
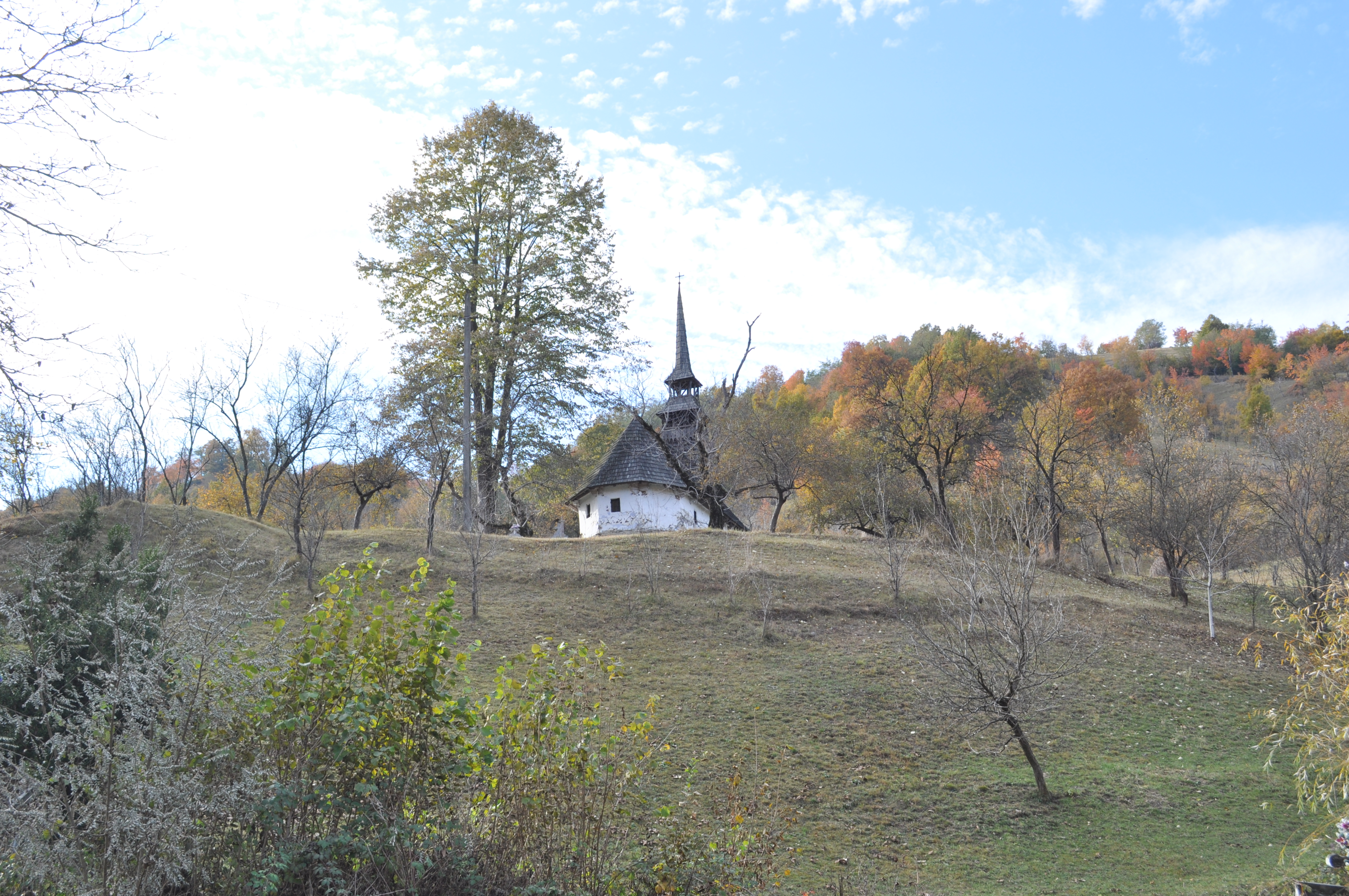
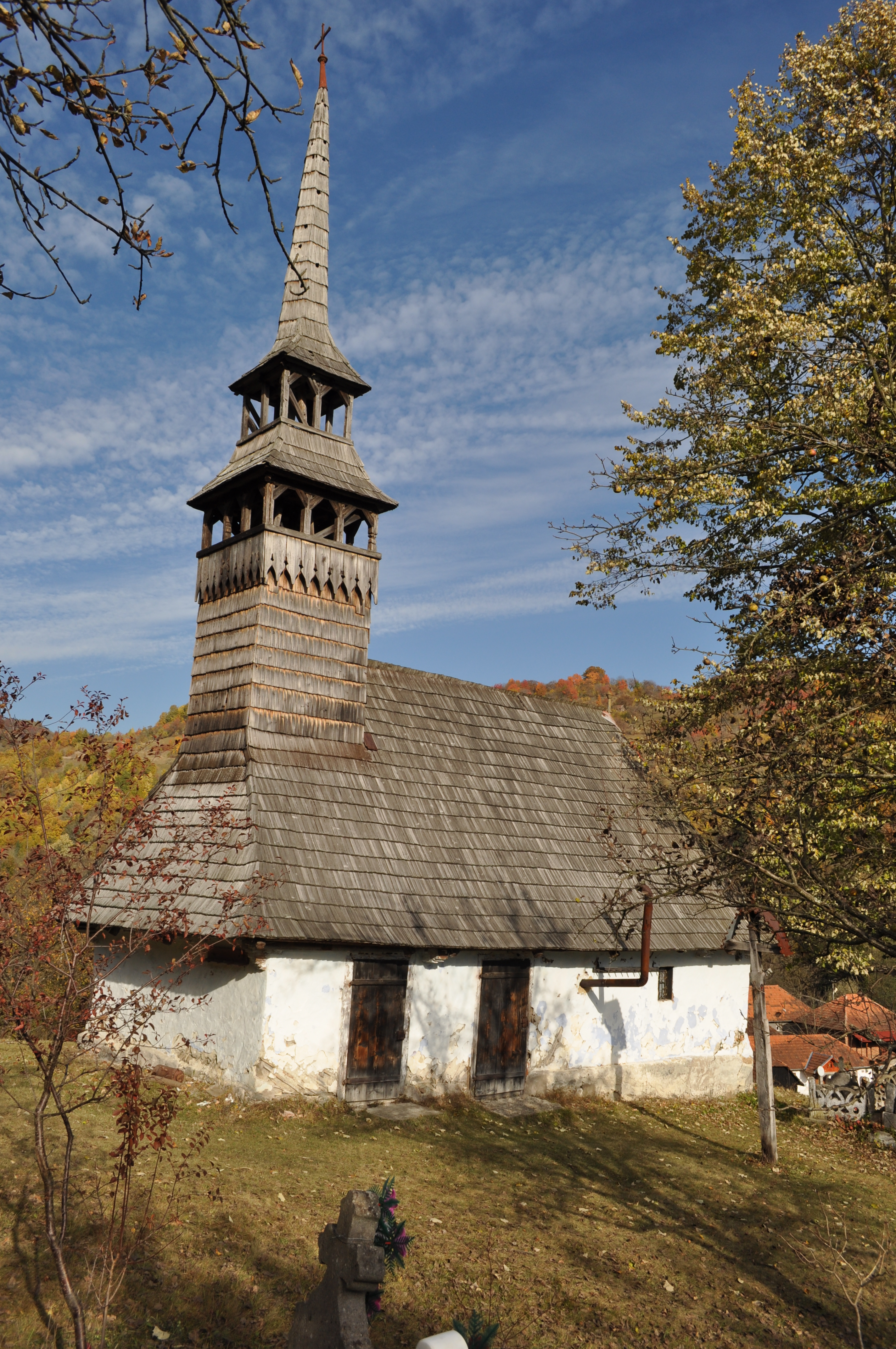
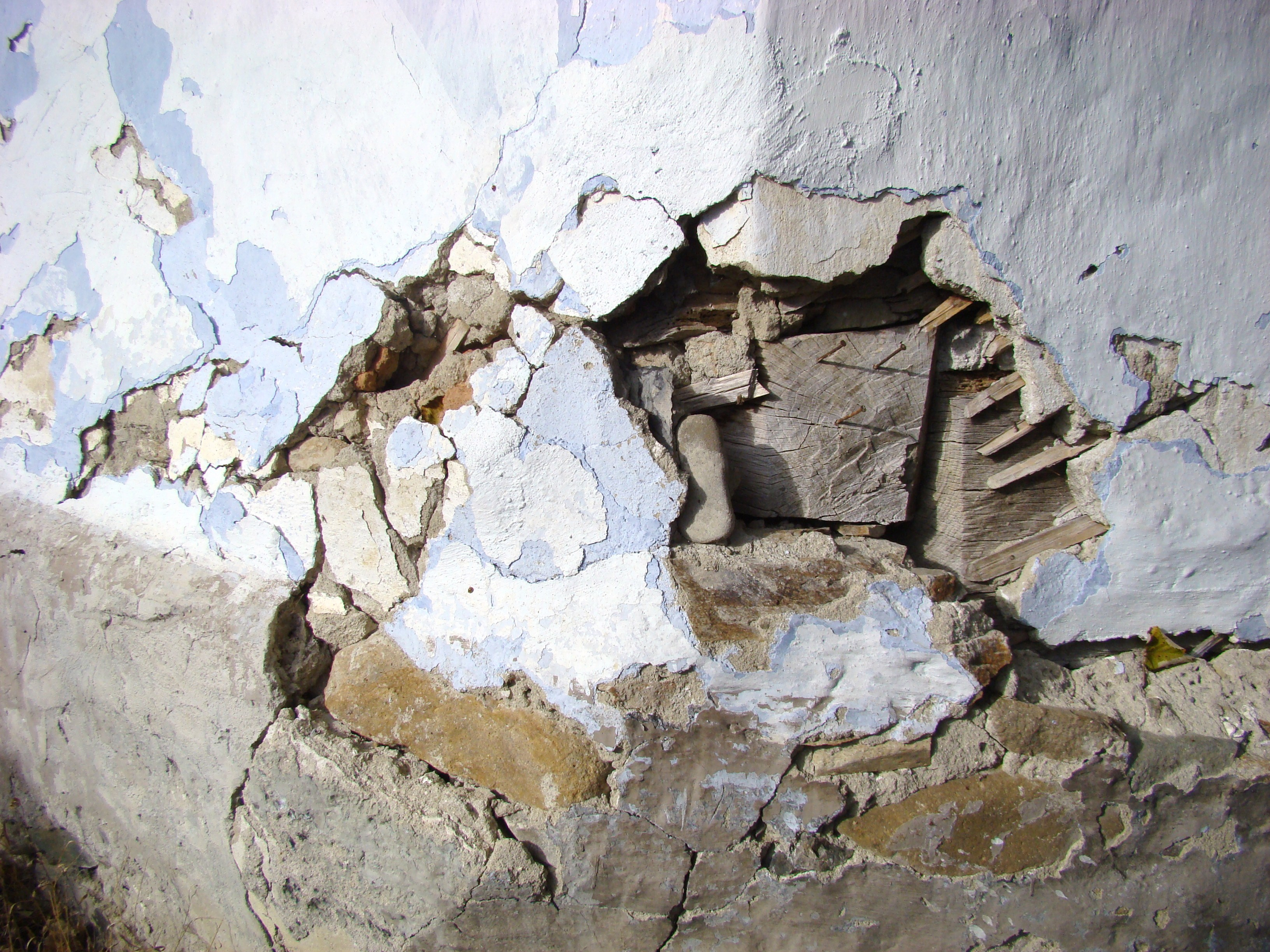
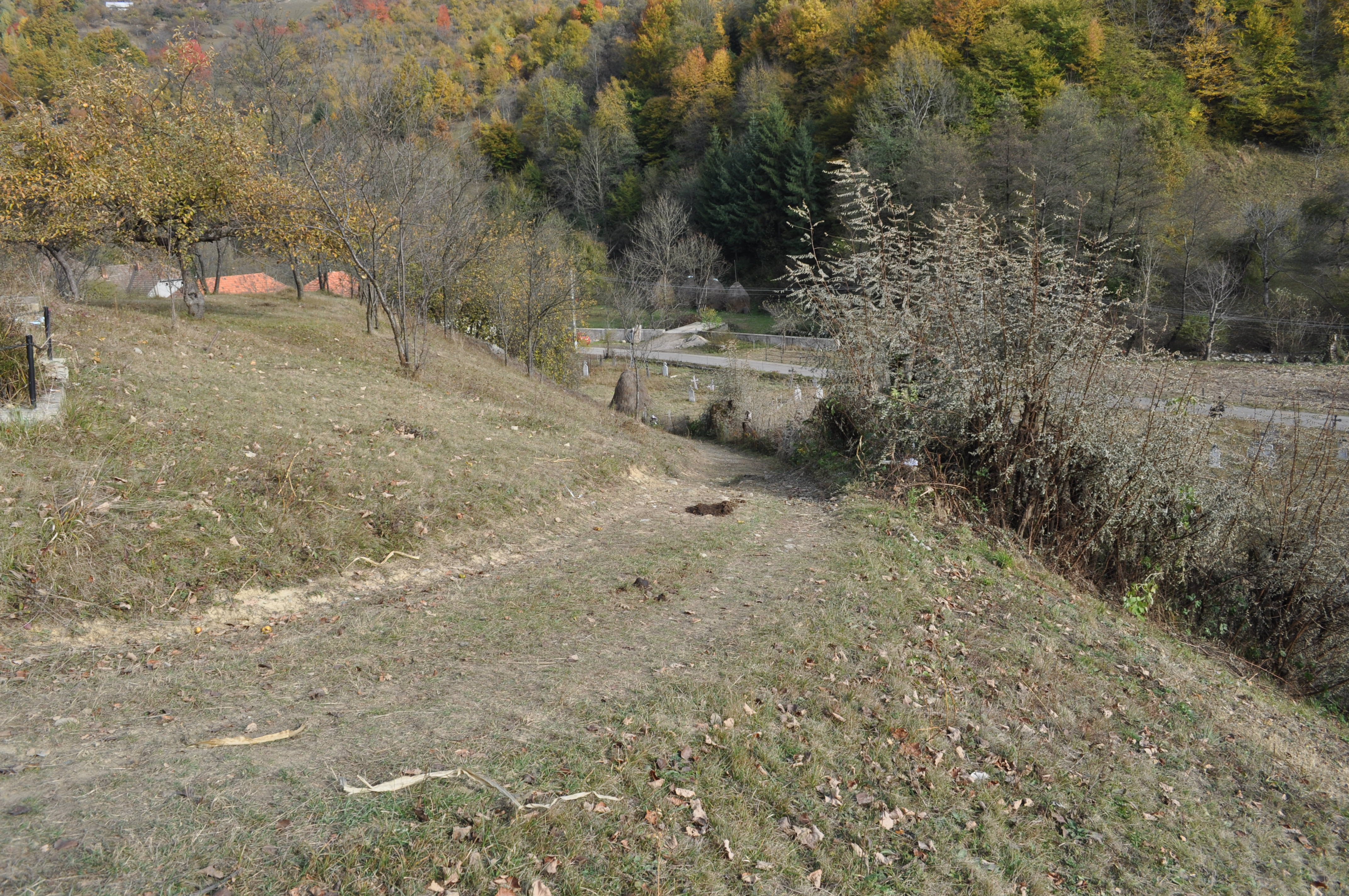
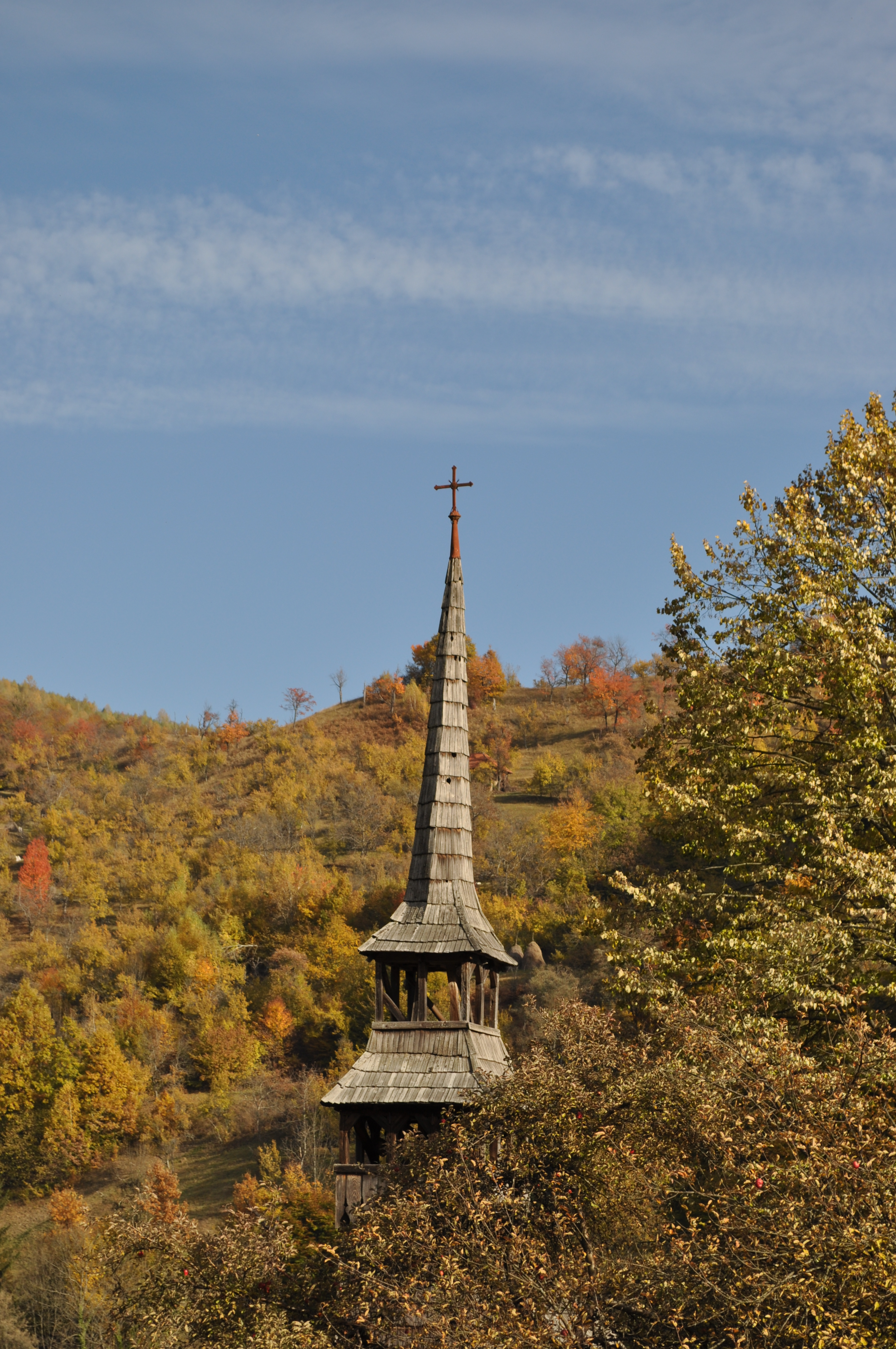
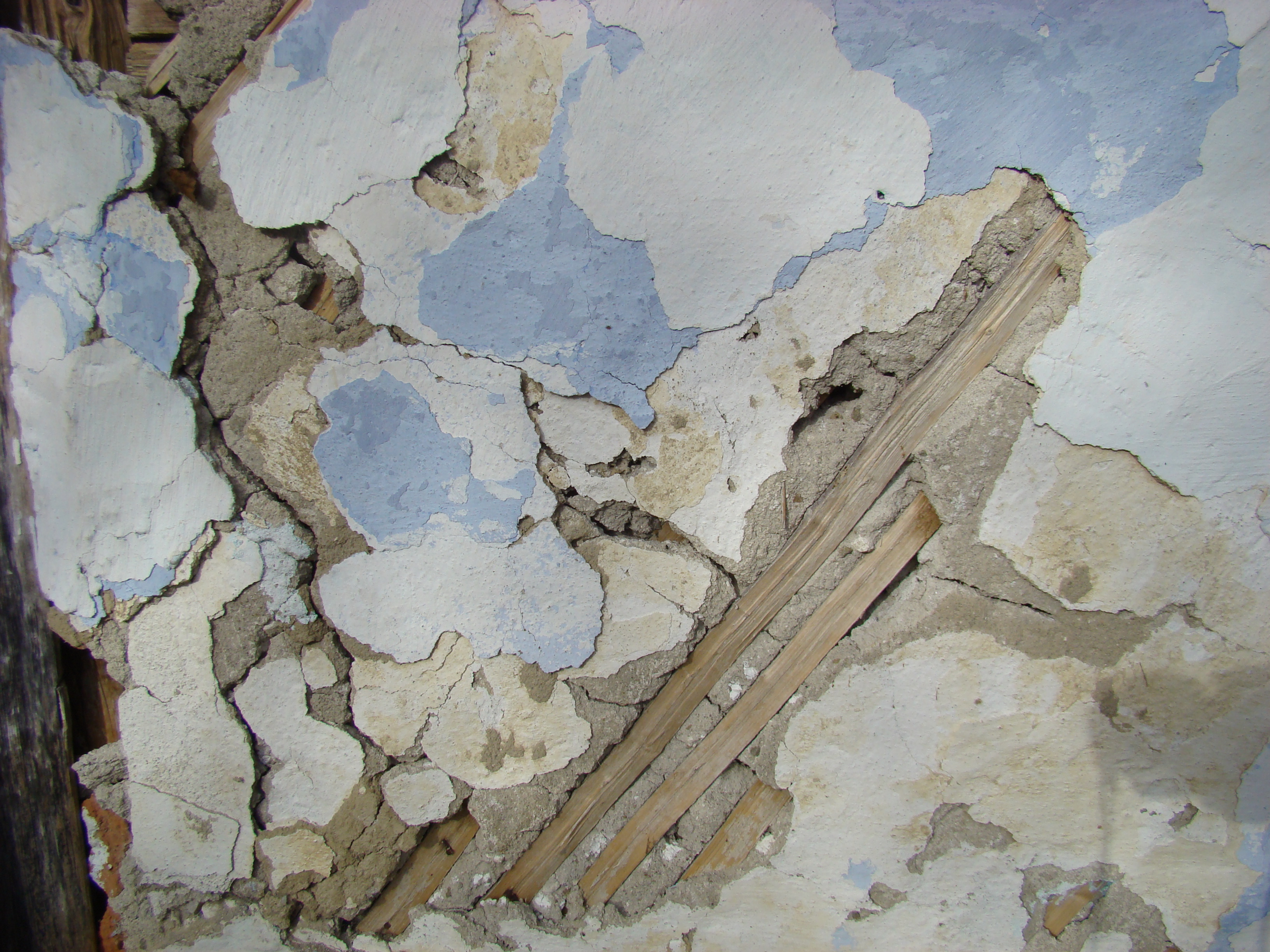
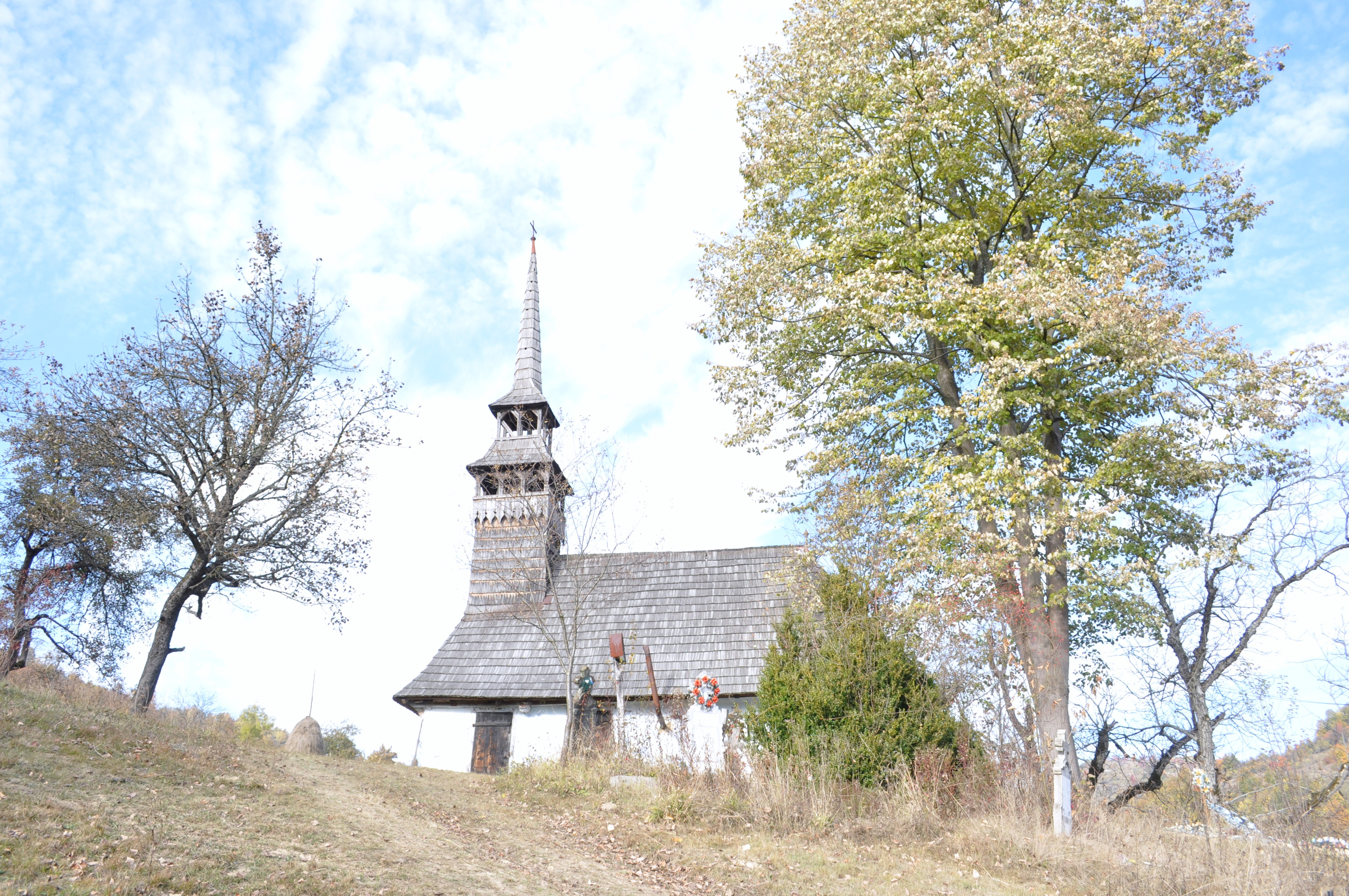
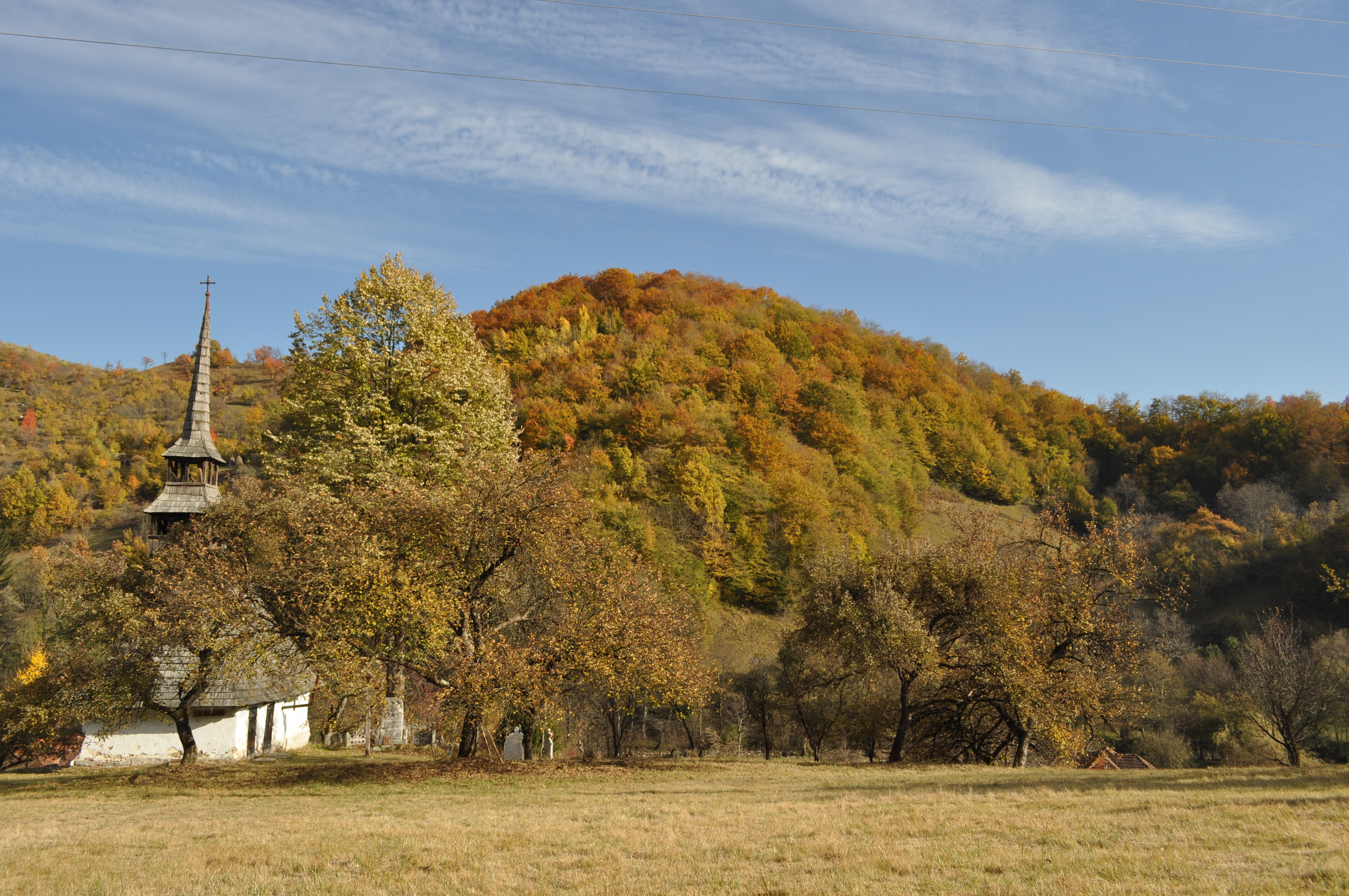
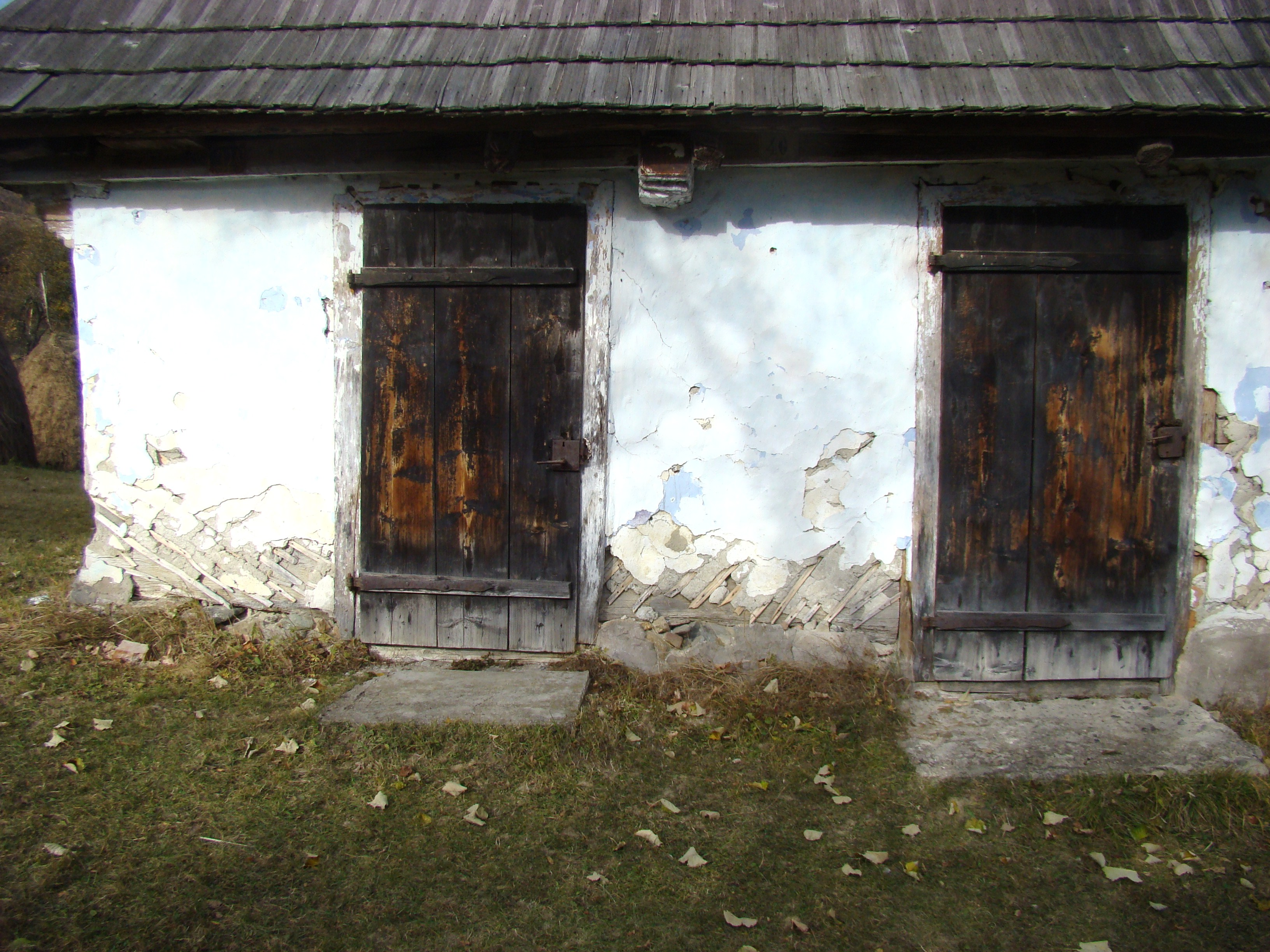
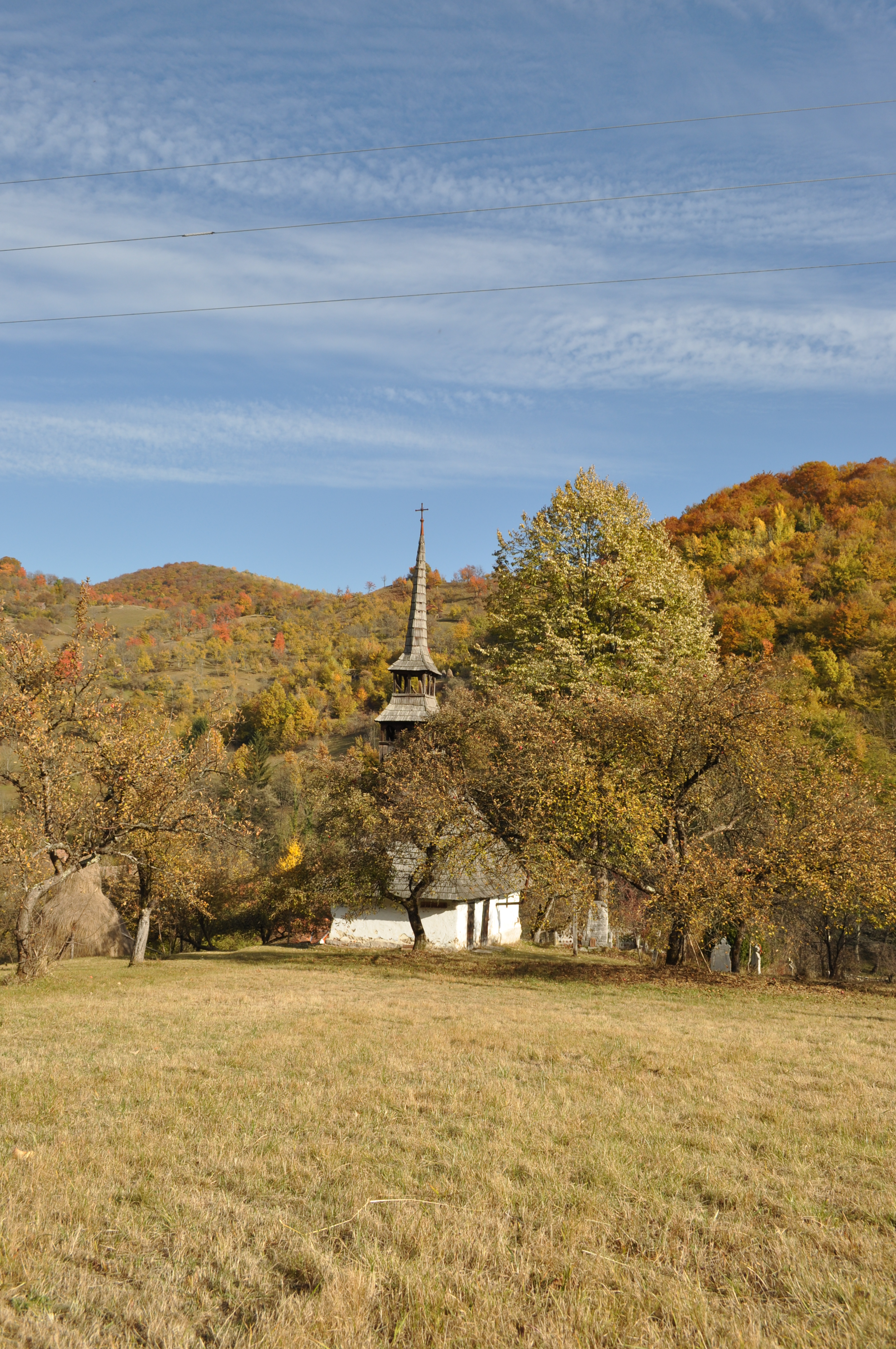
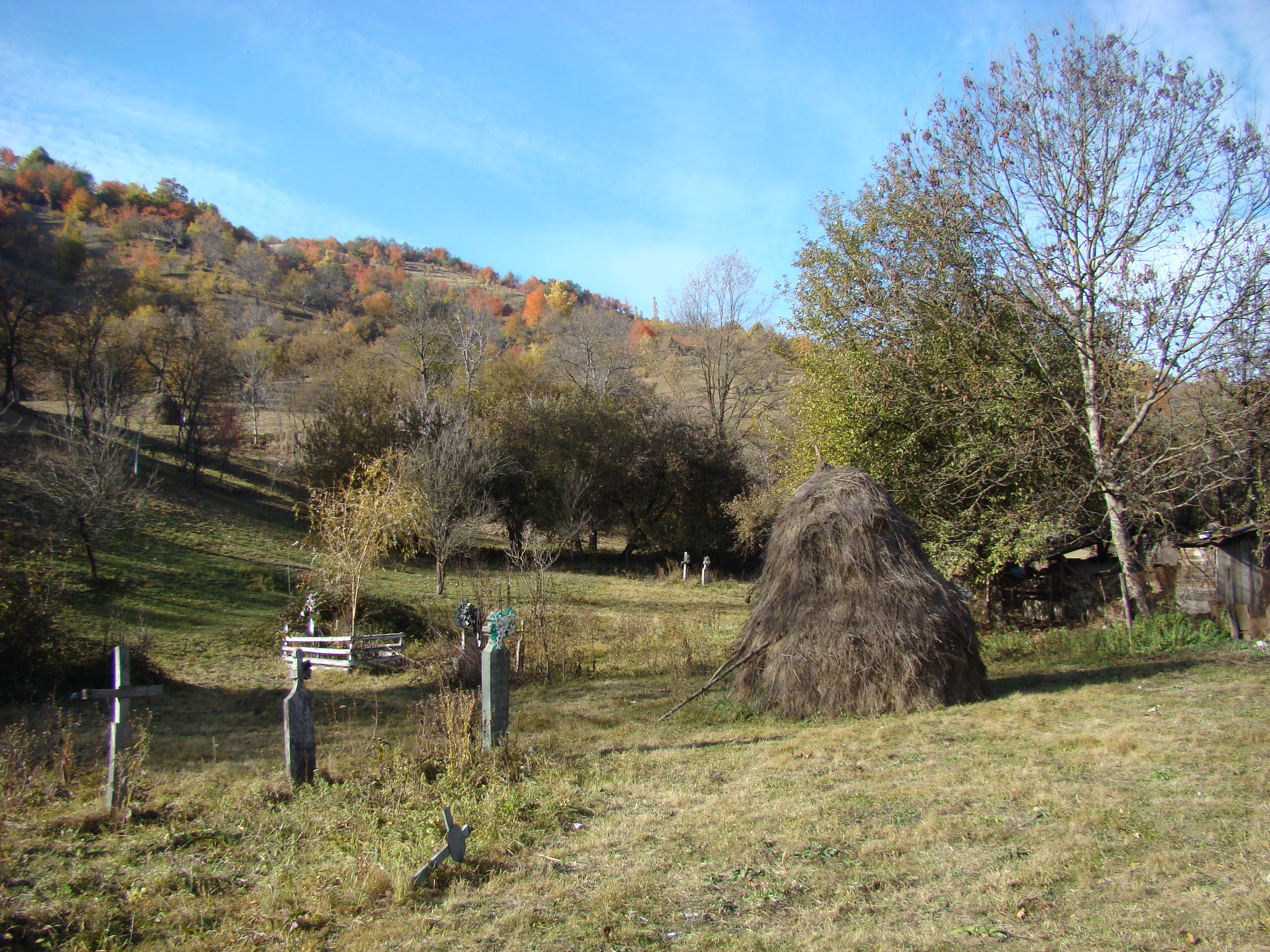
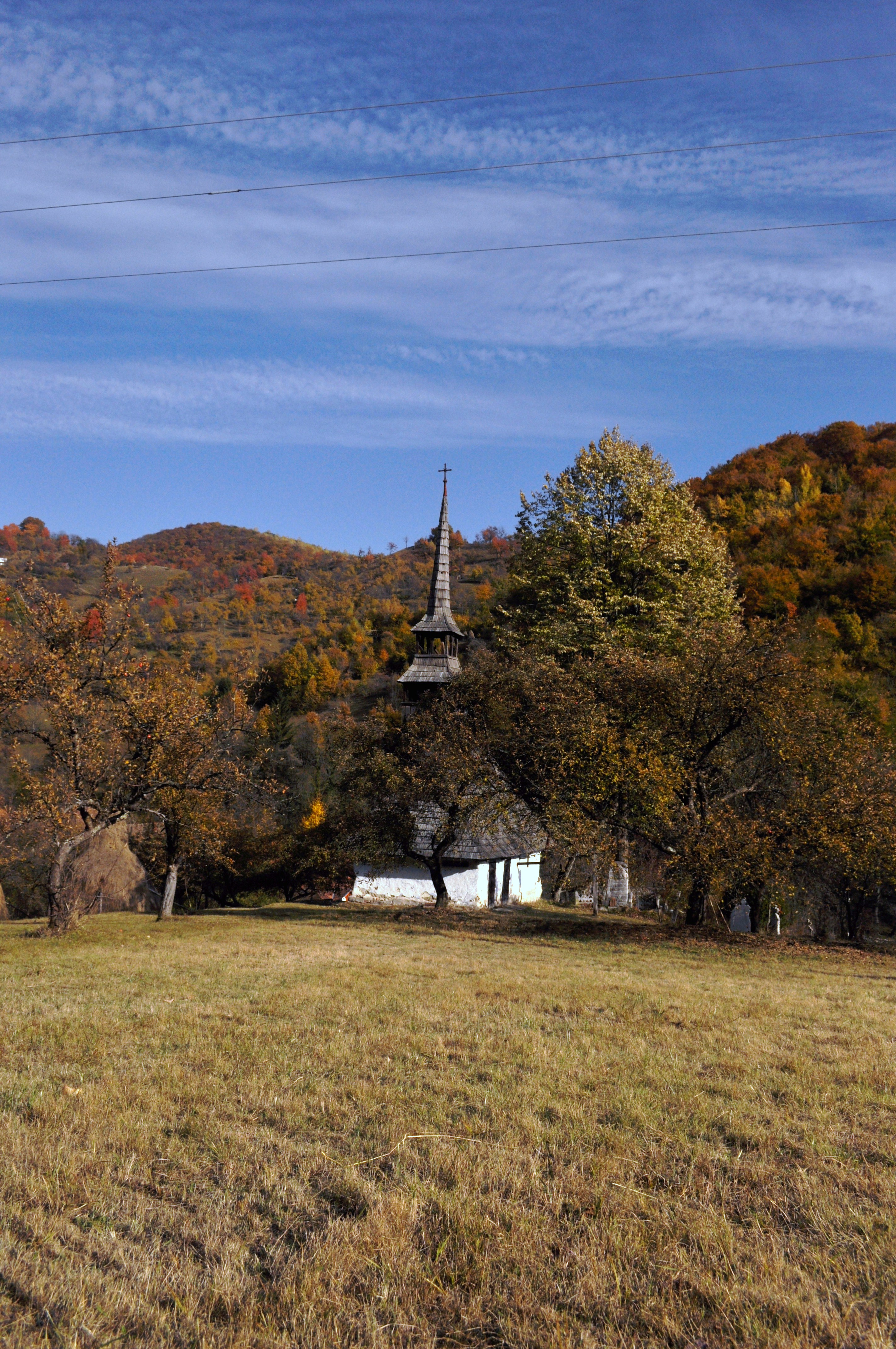
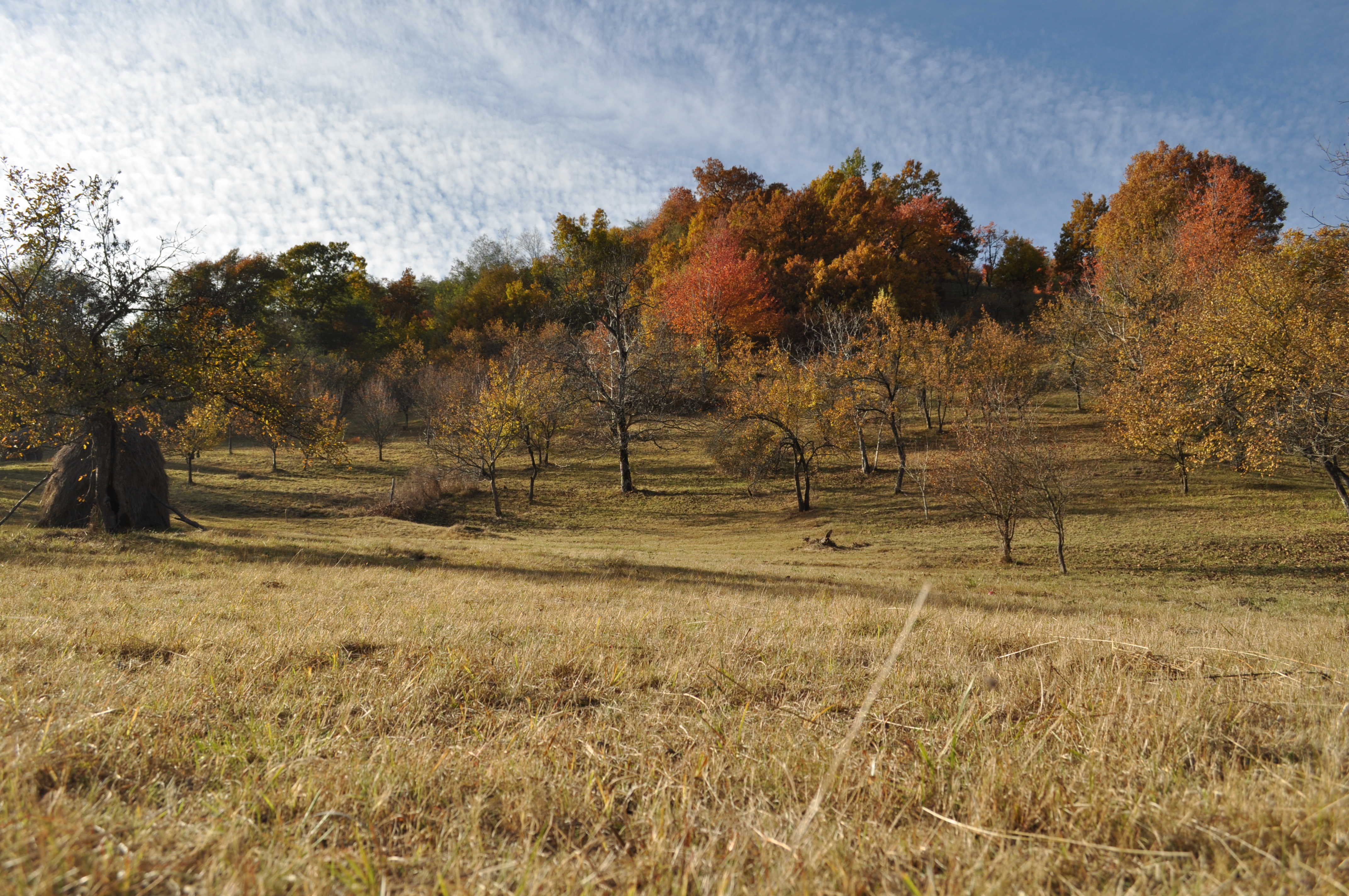
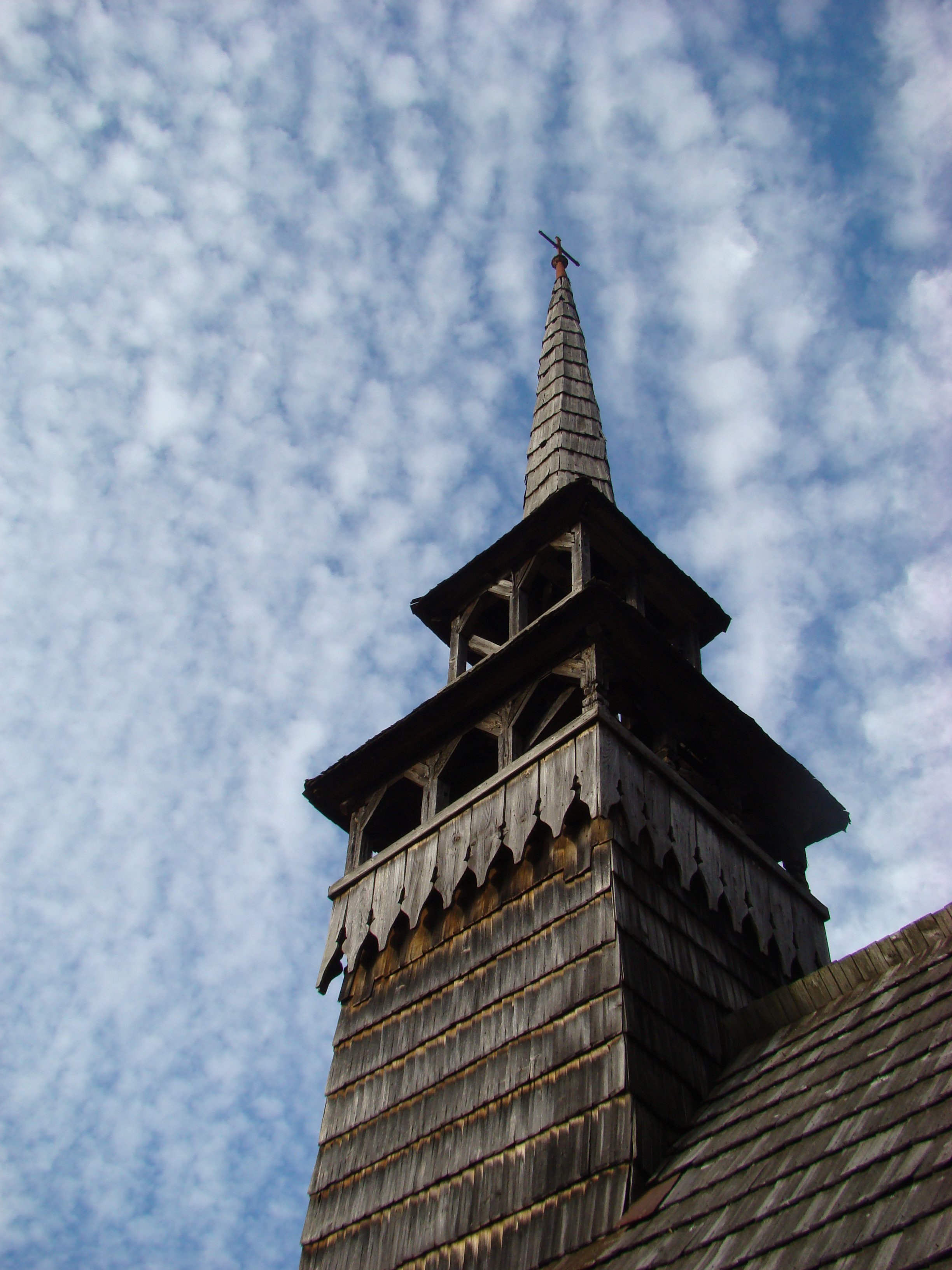
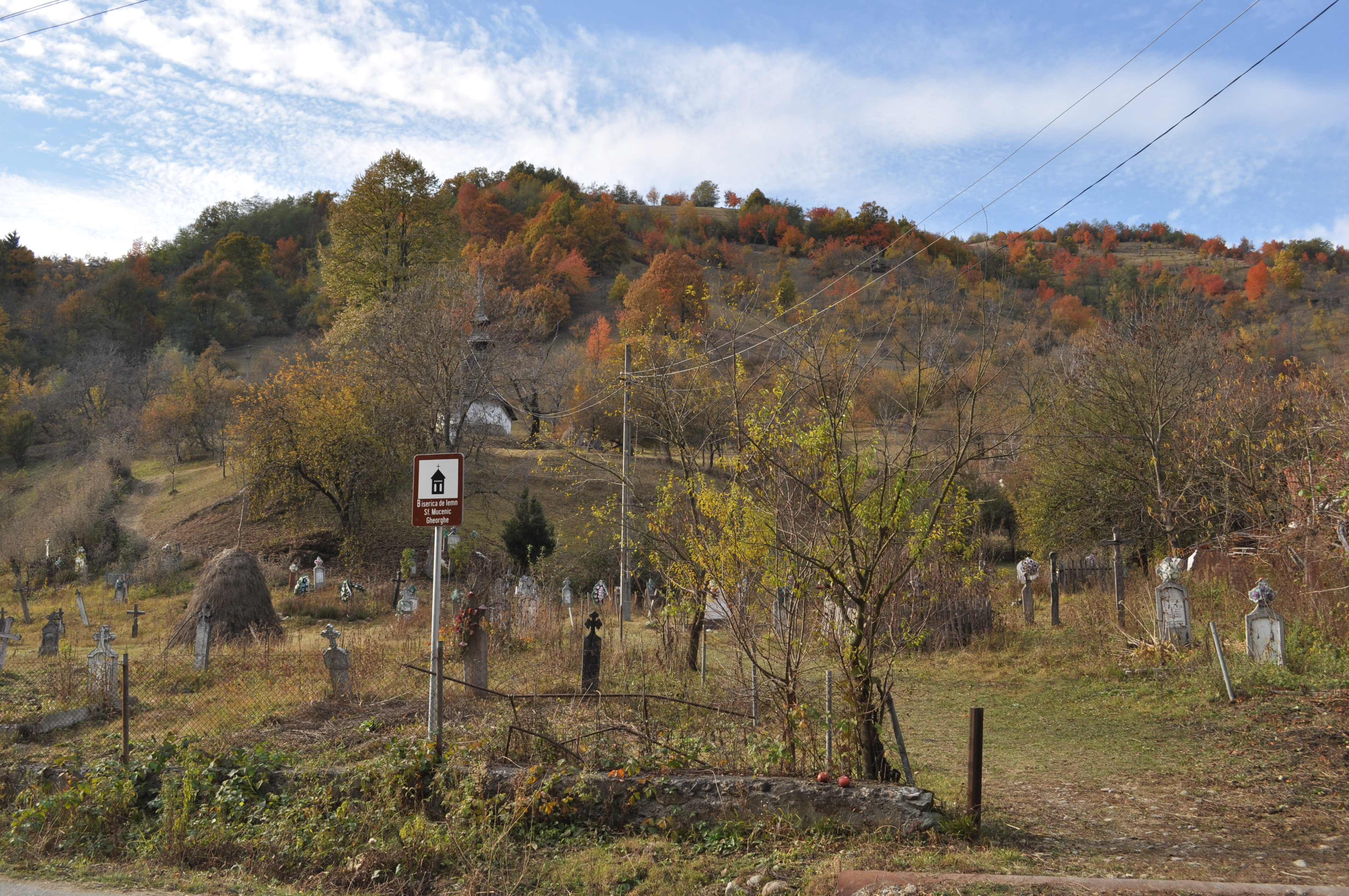
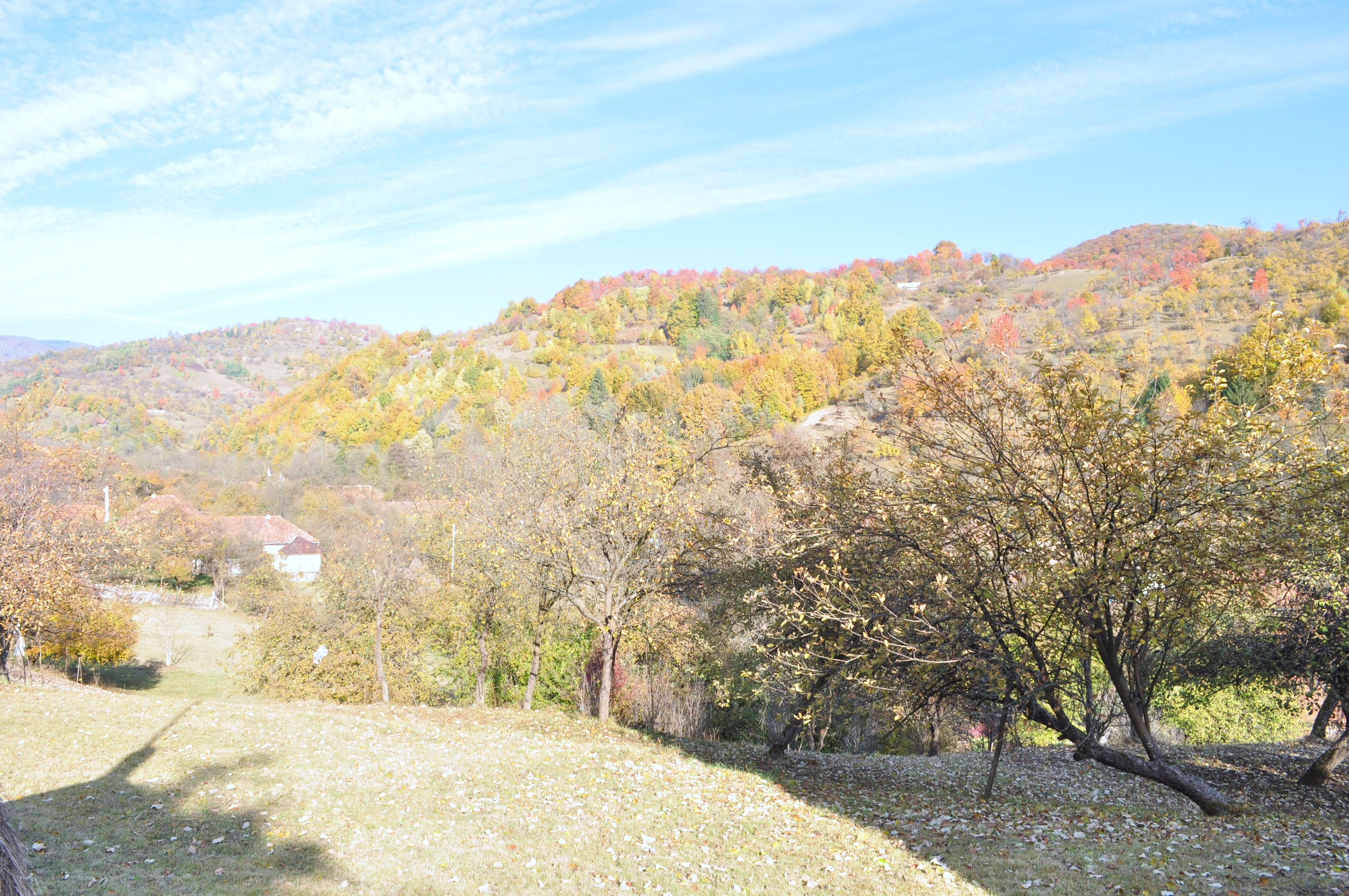
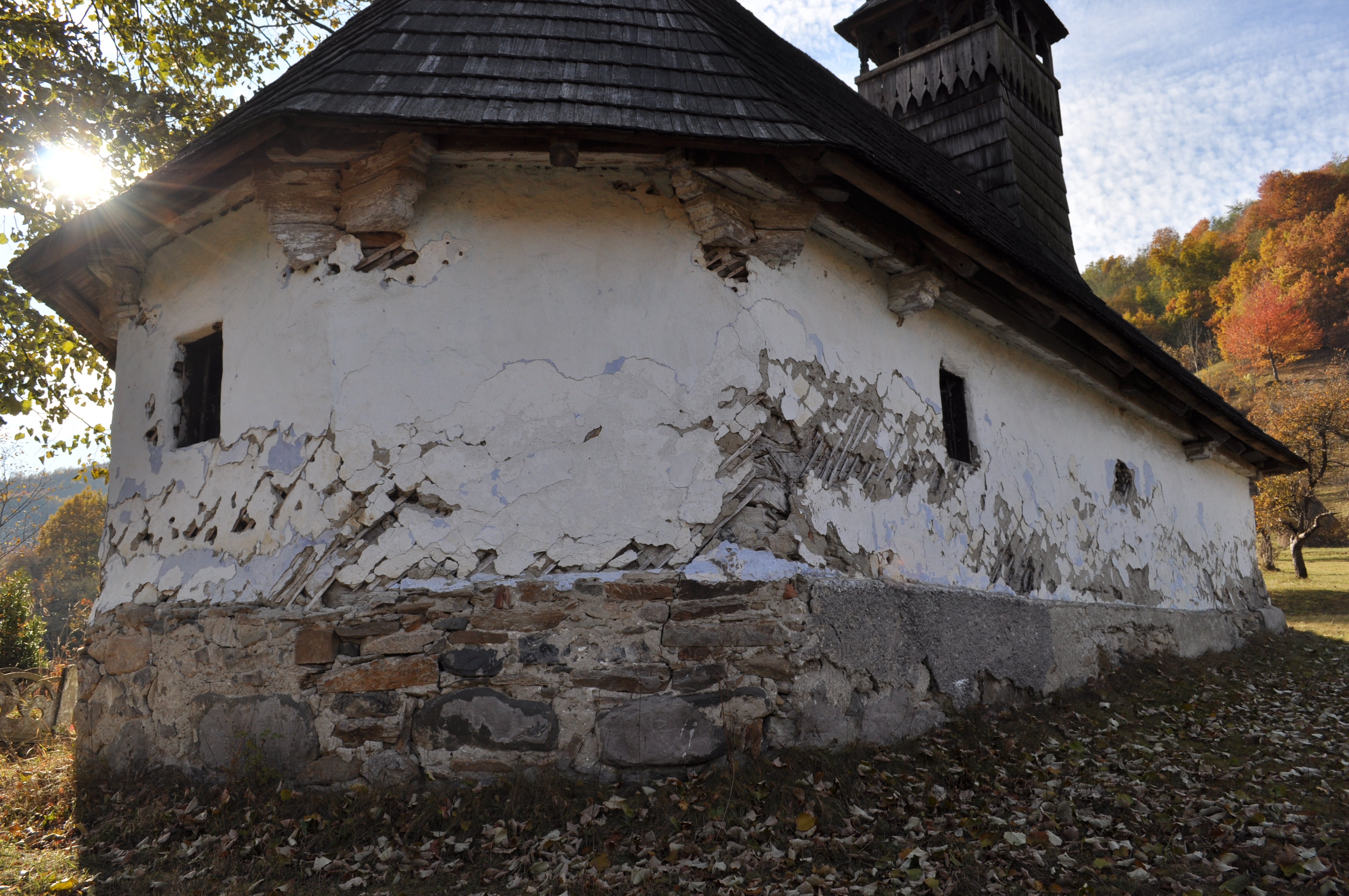
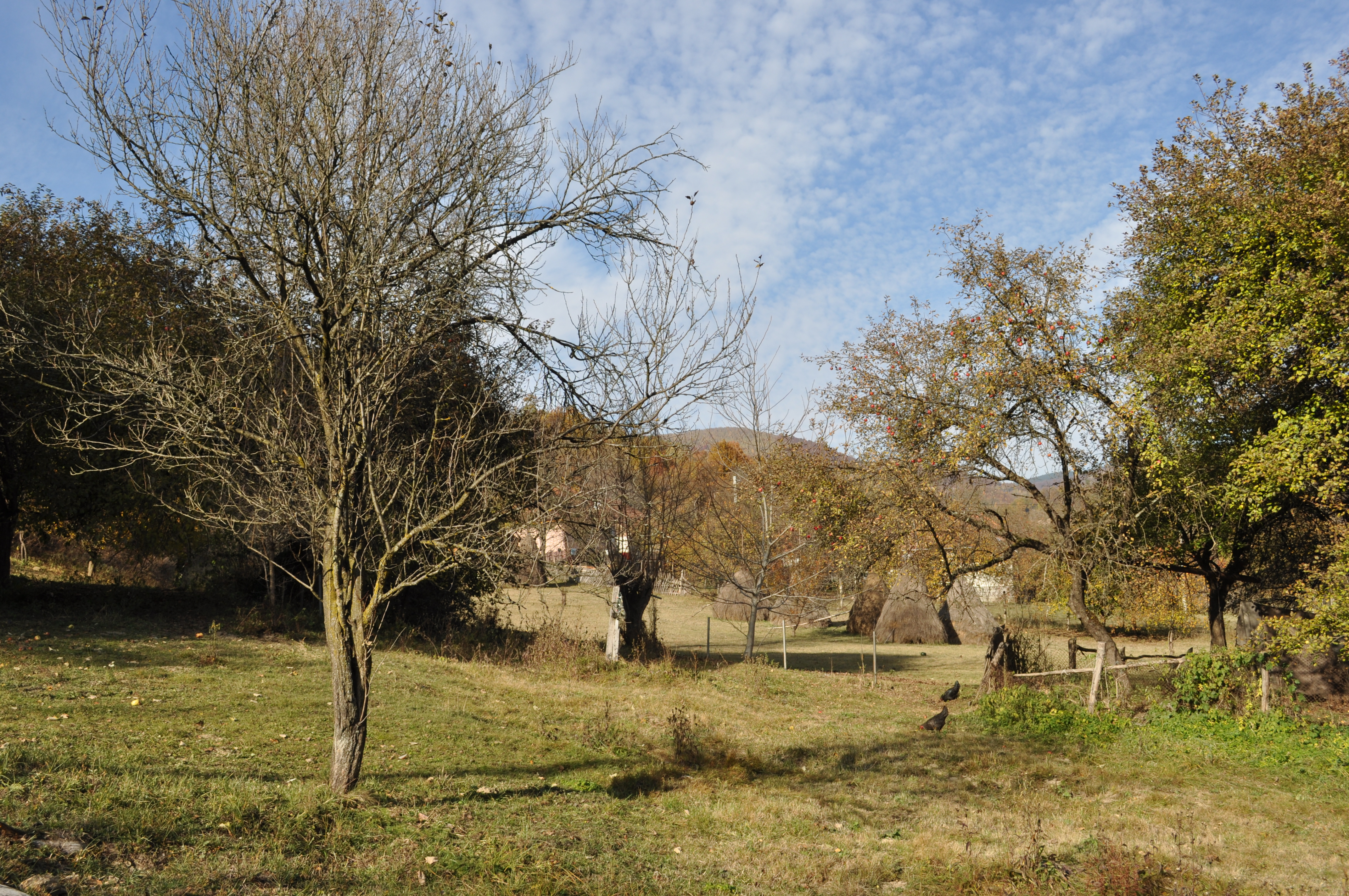
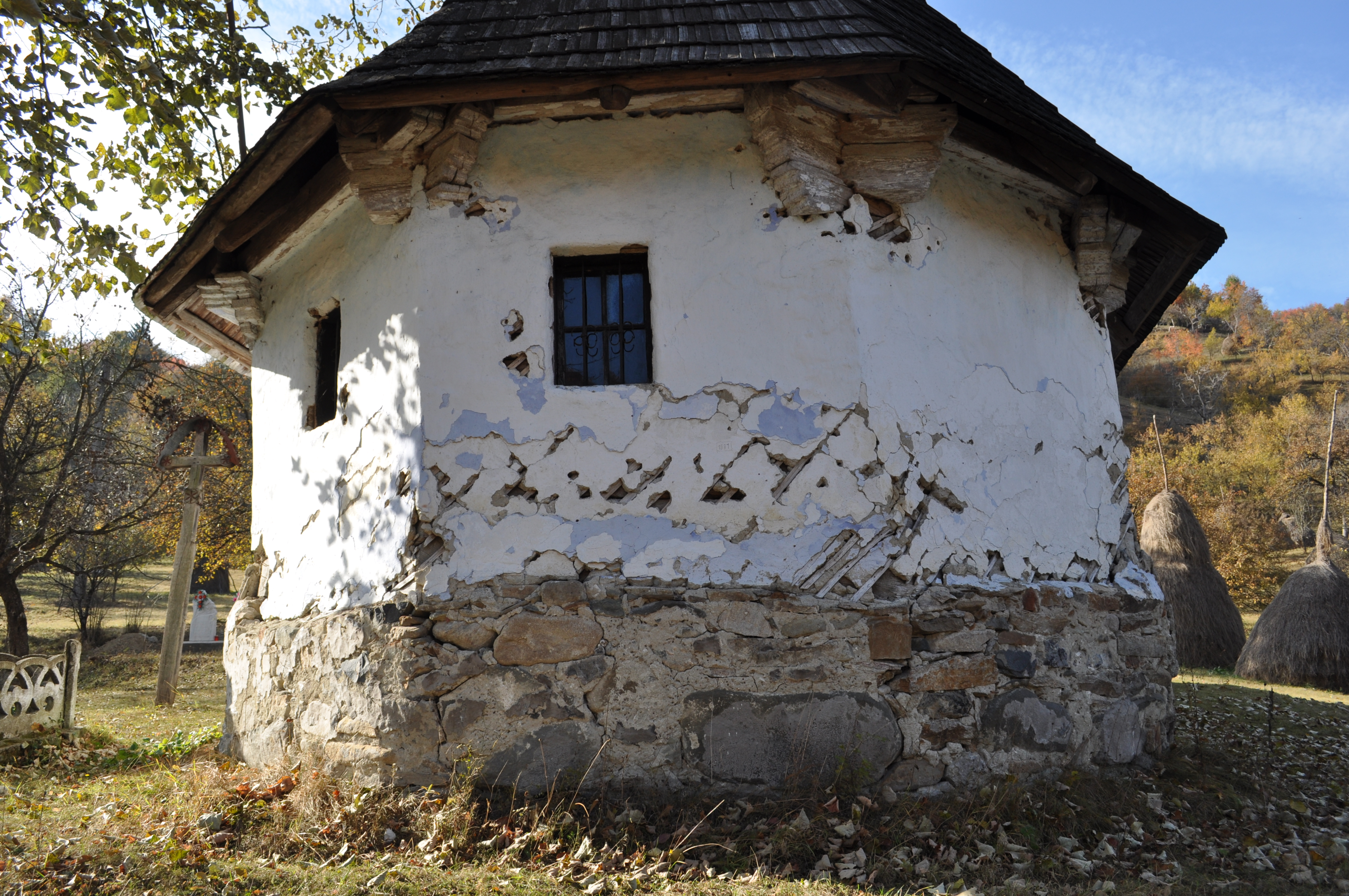
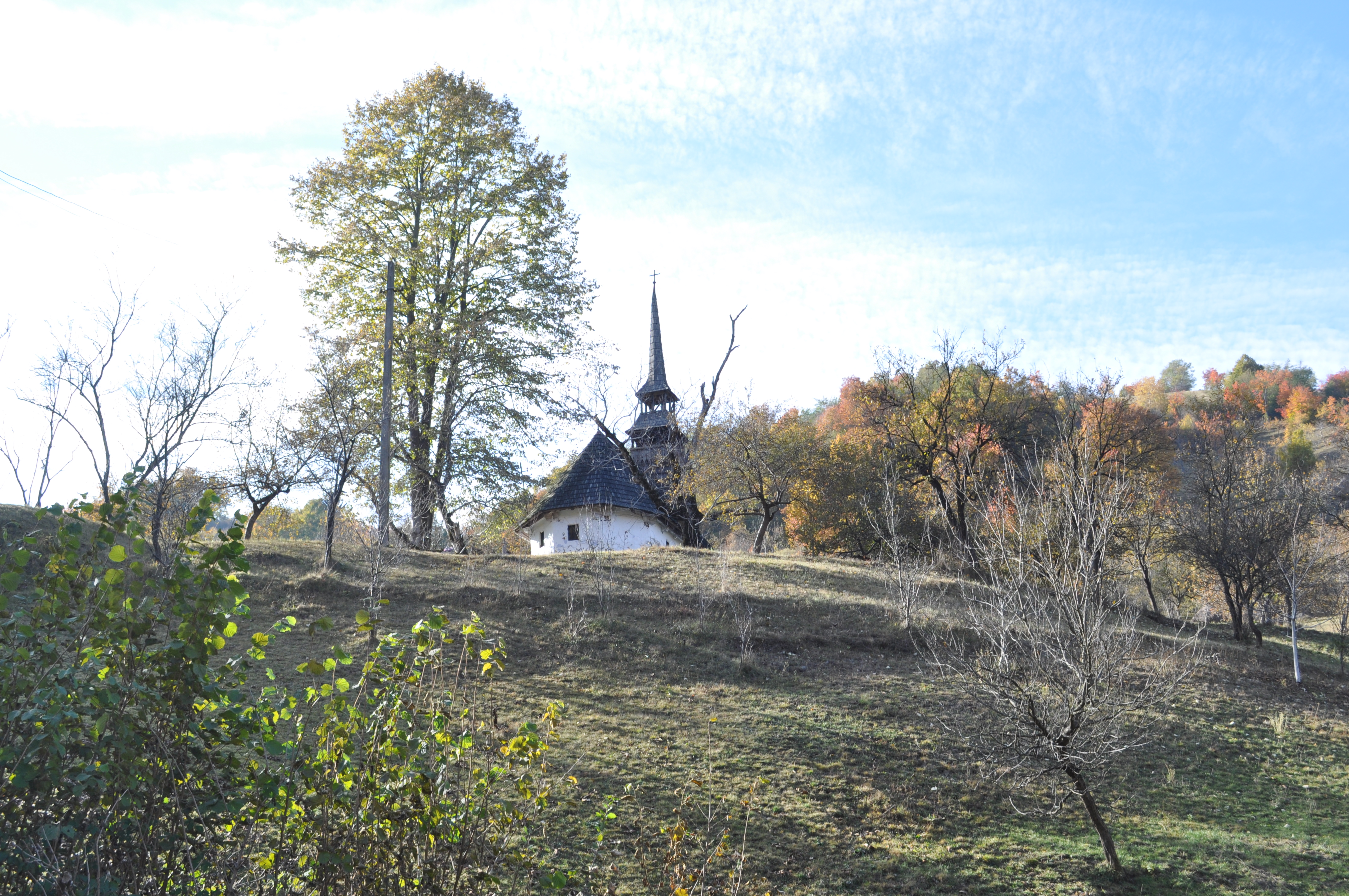
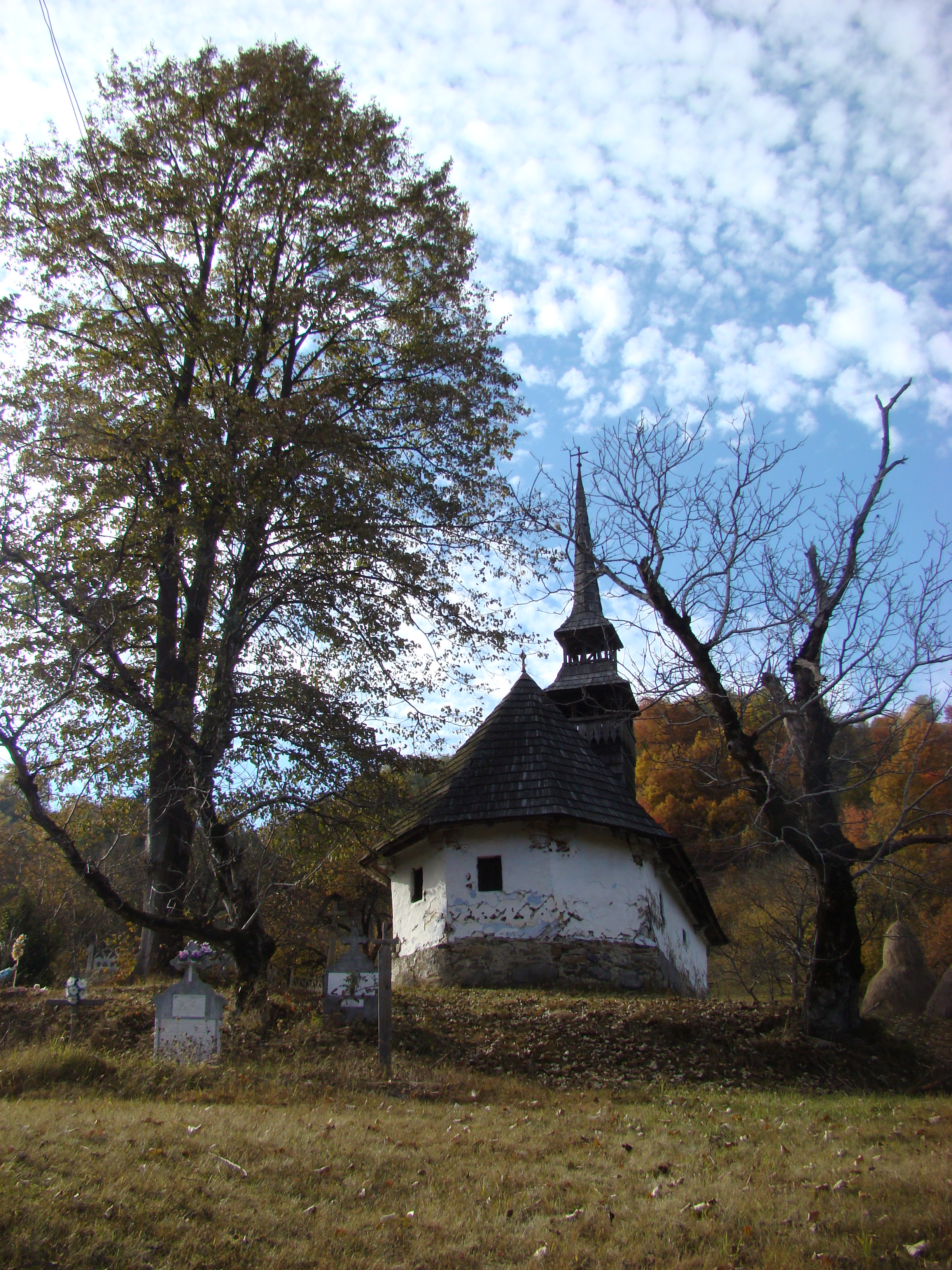
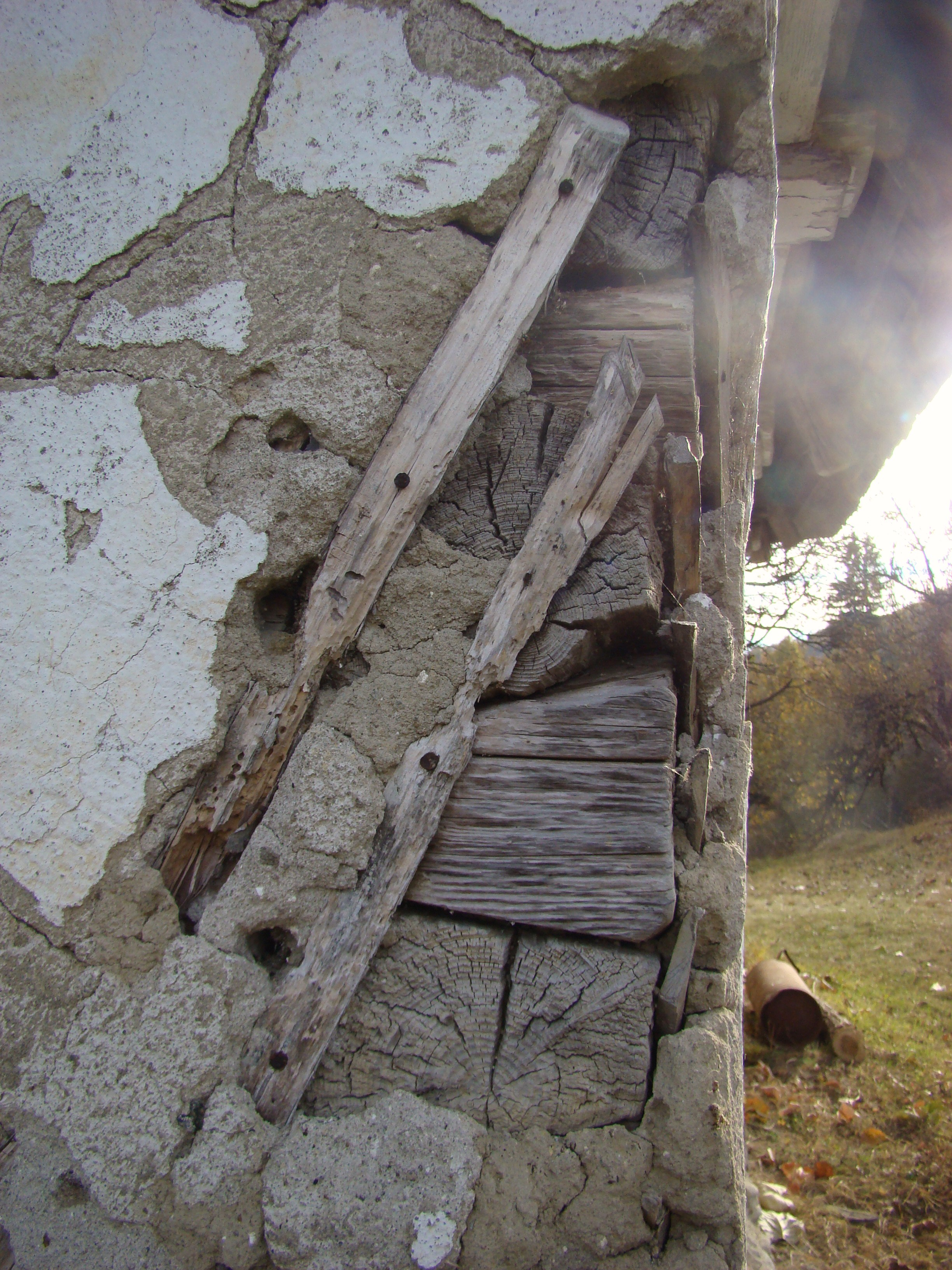
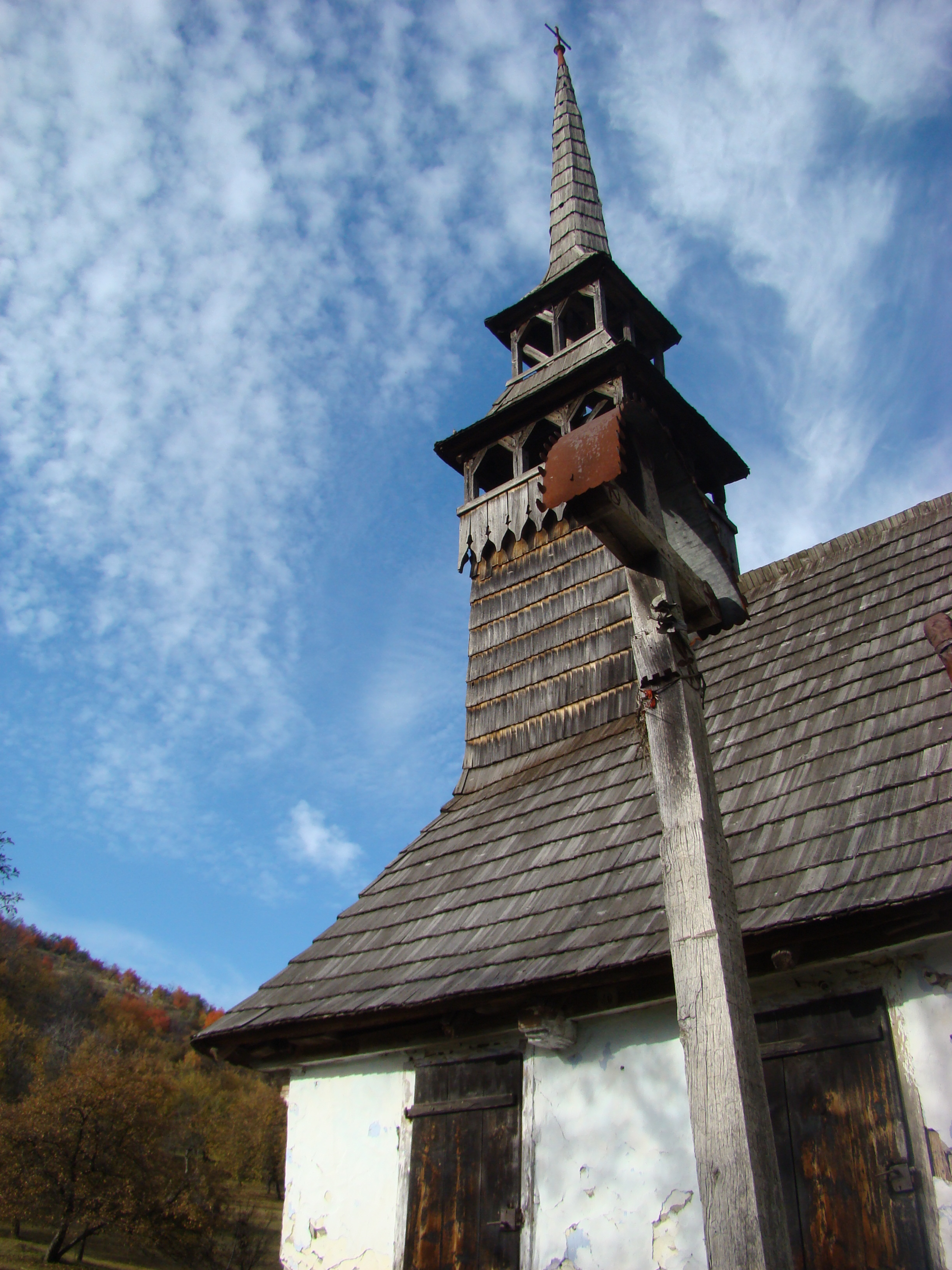
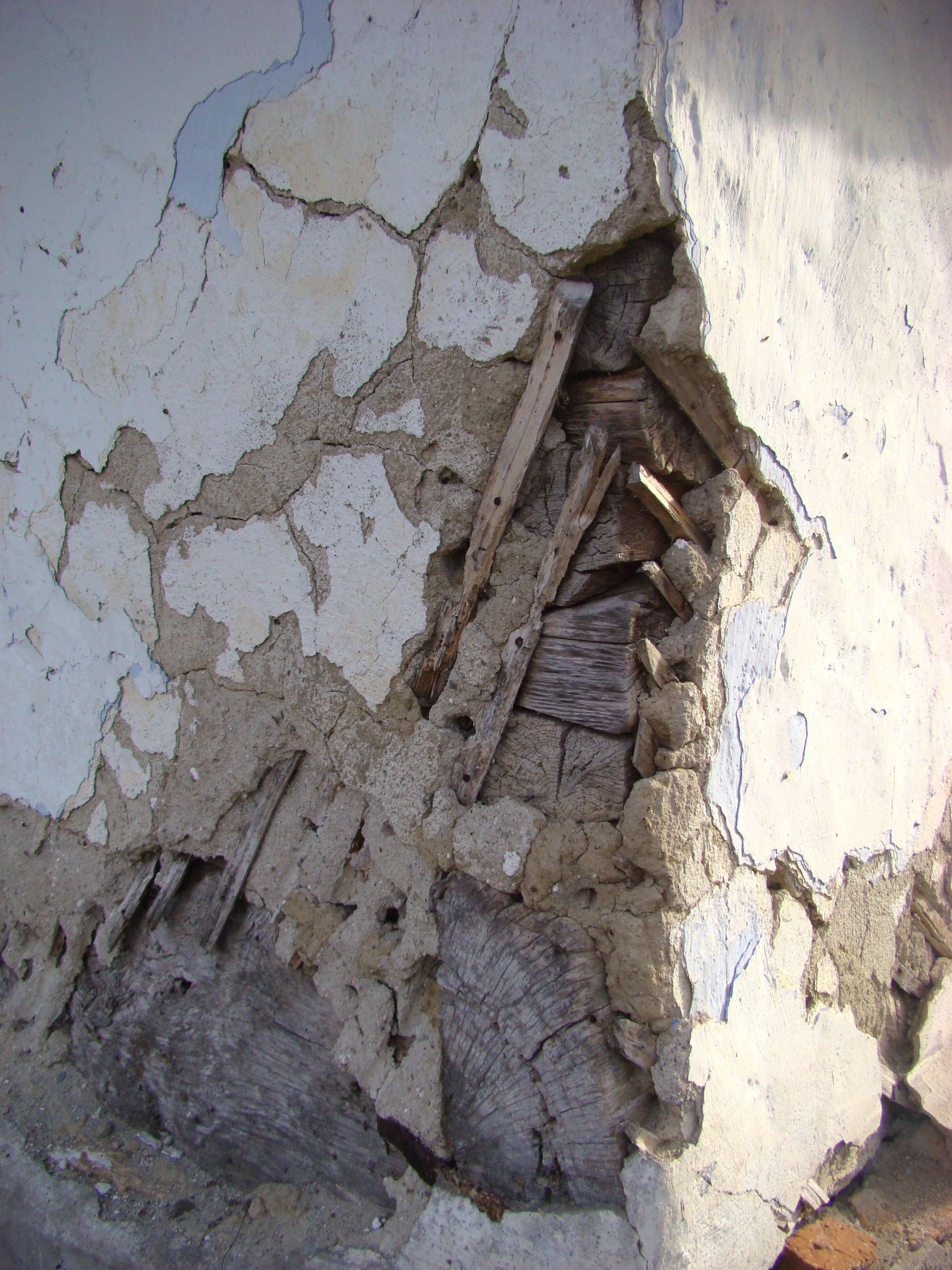
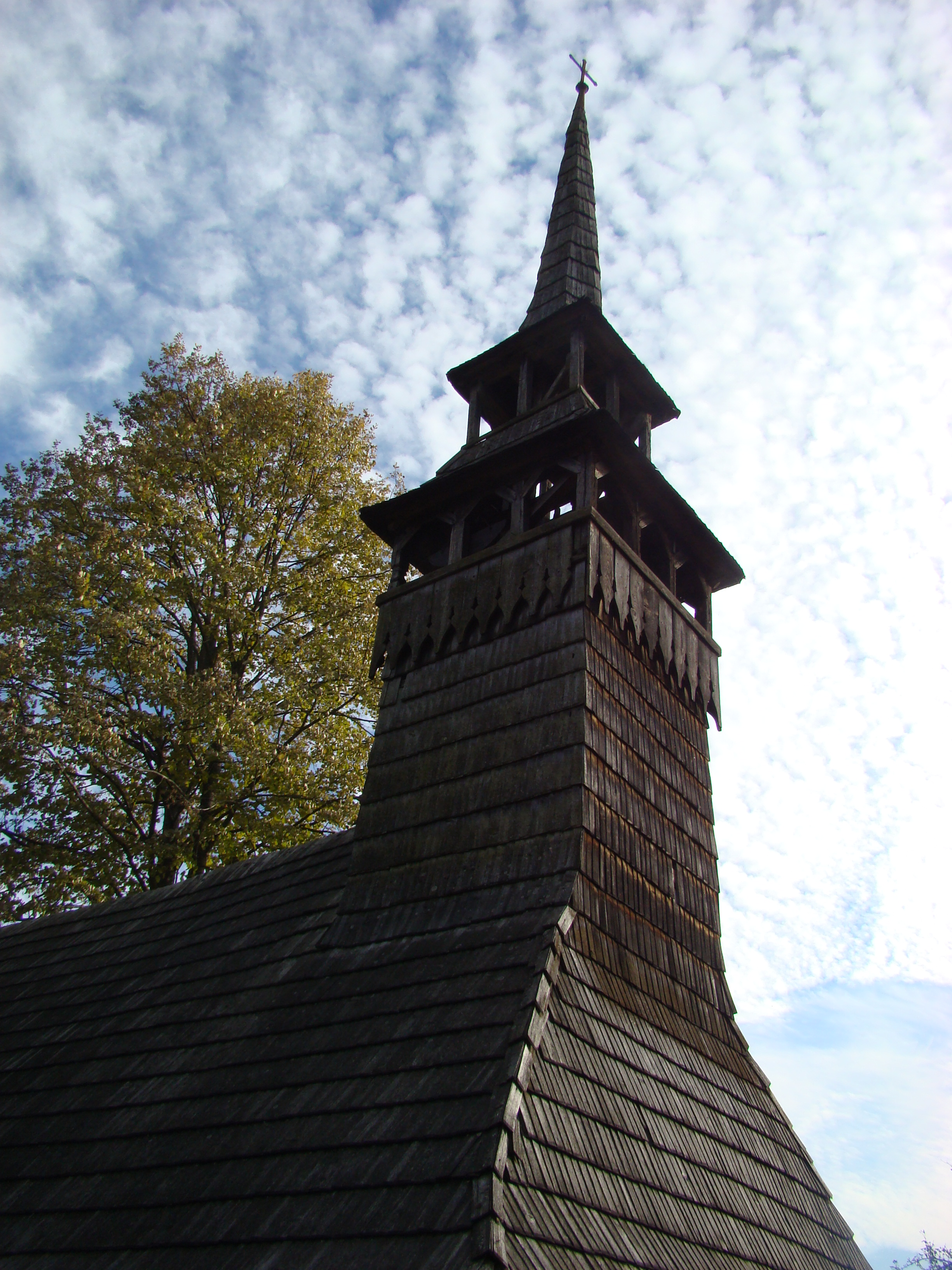
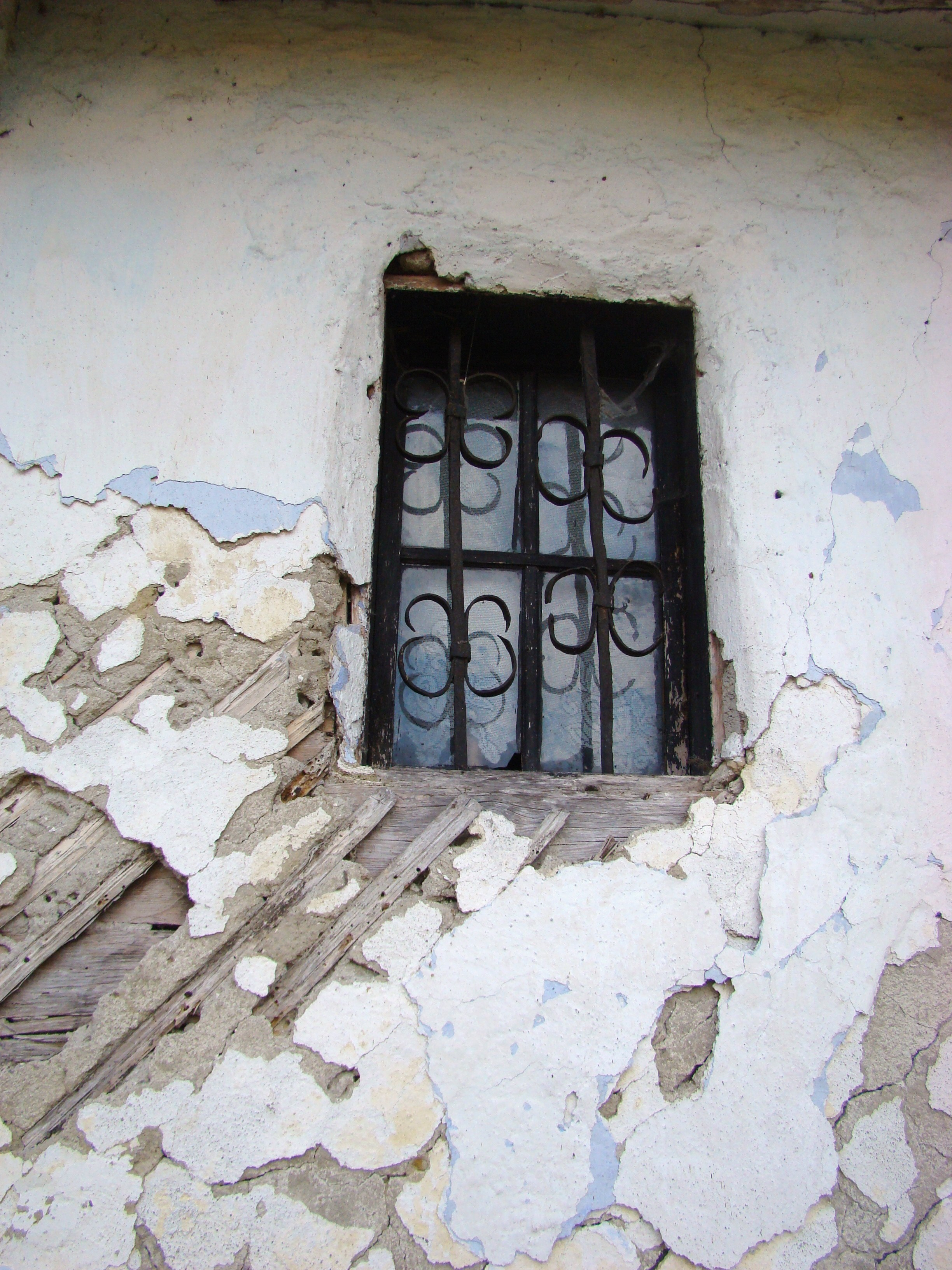
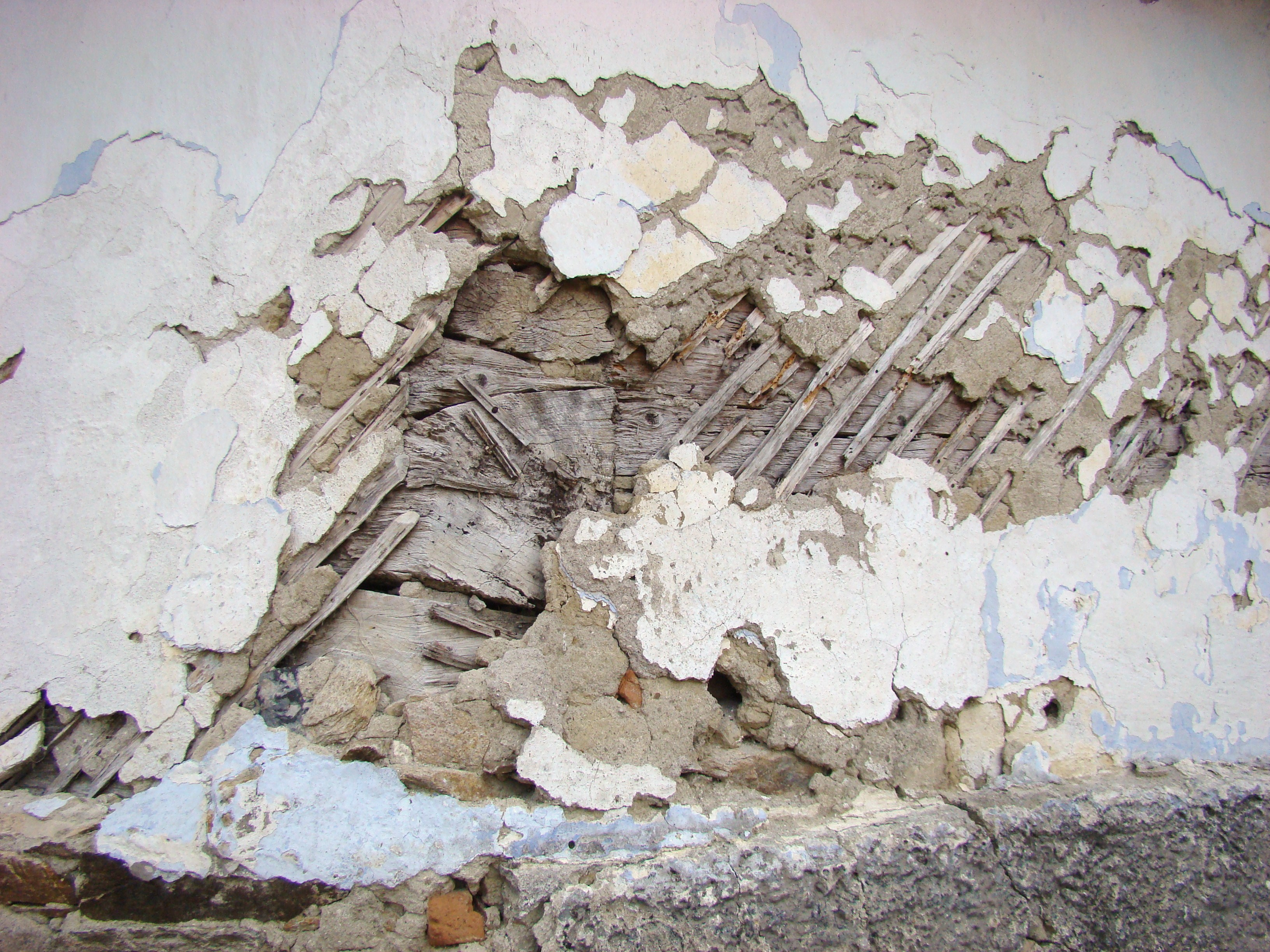
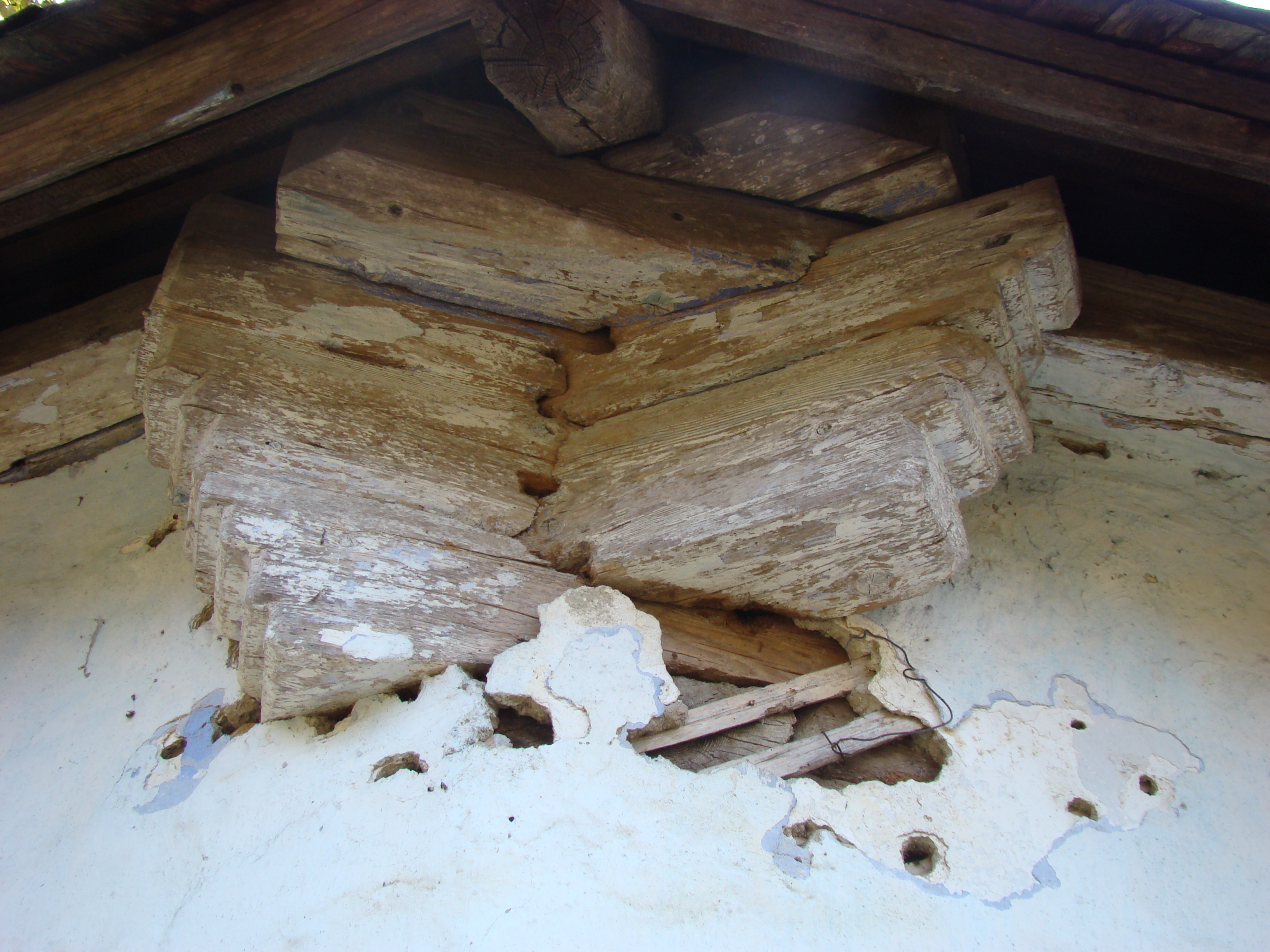
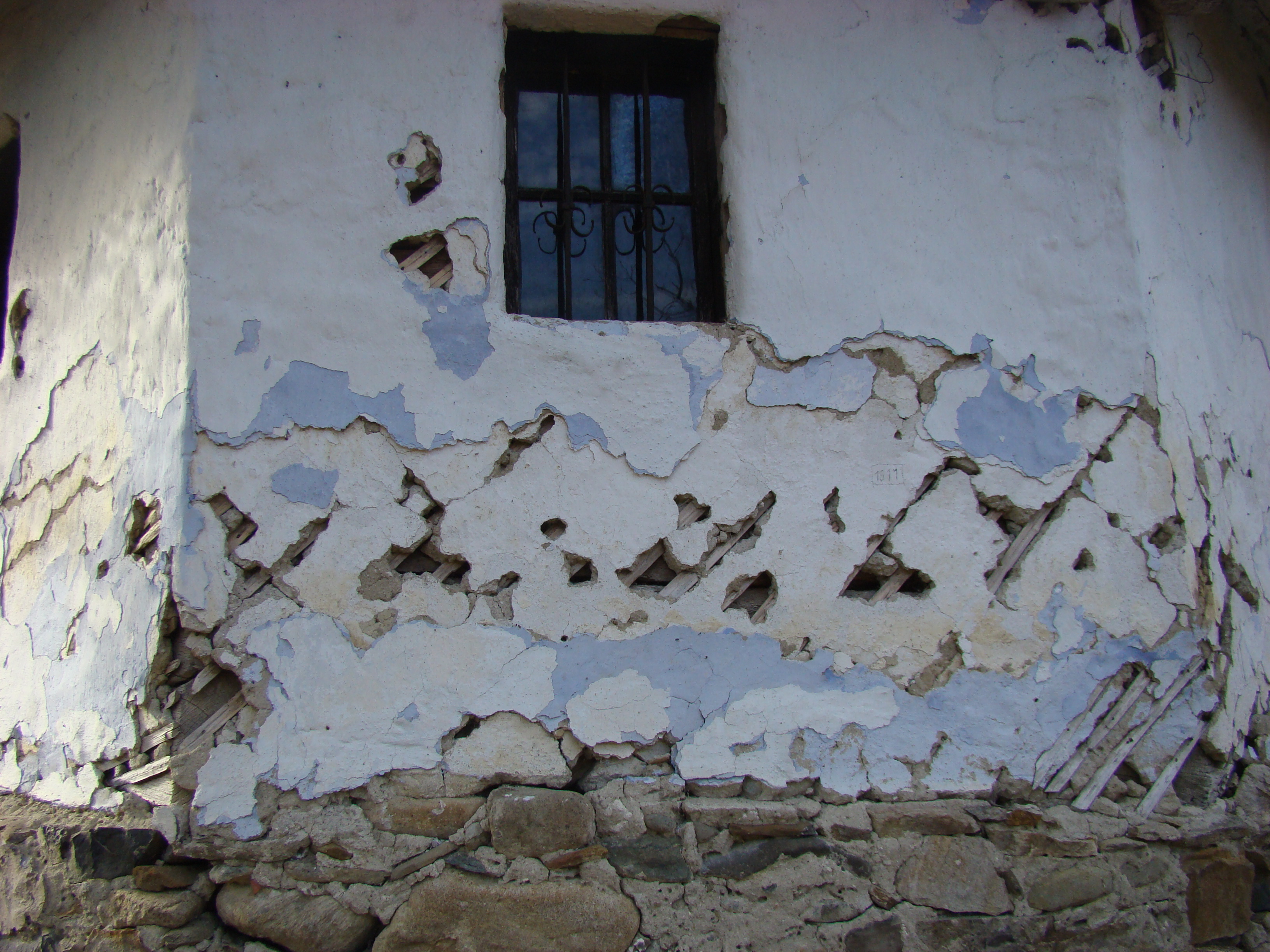
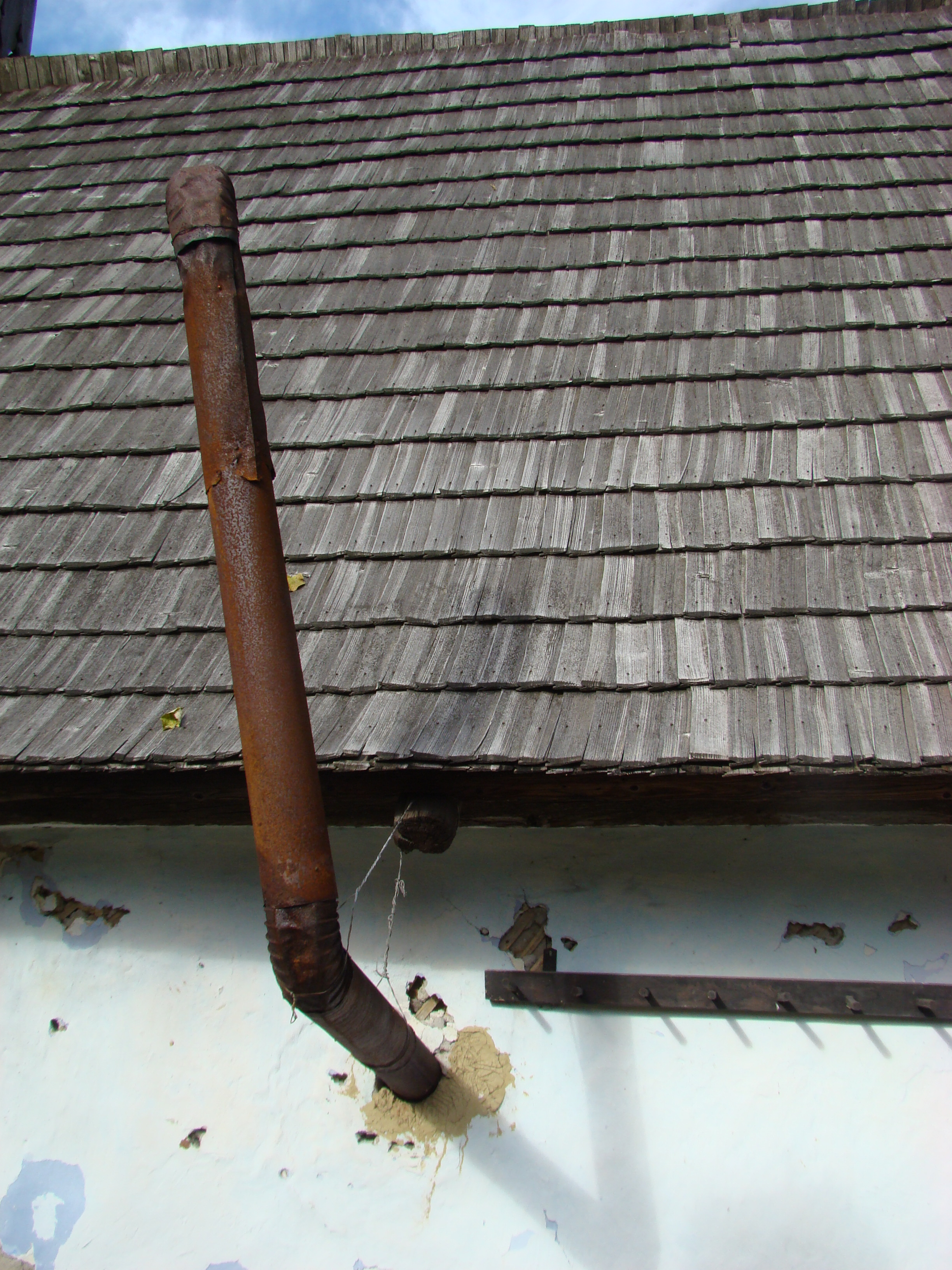